# Histoire du Sénégal

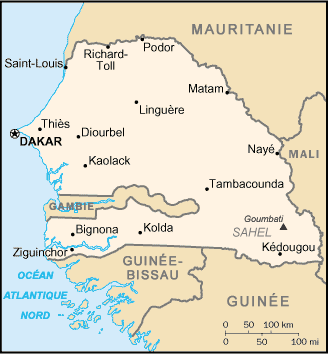
Principales villes du Sénégal.

Sénégal administratif.

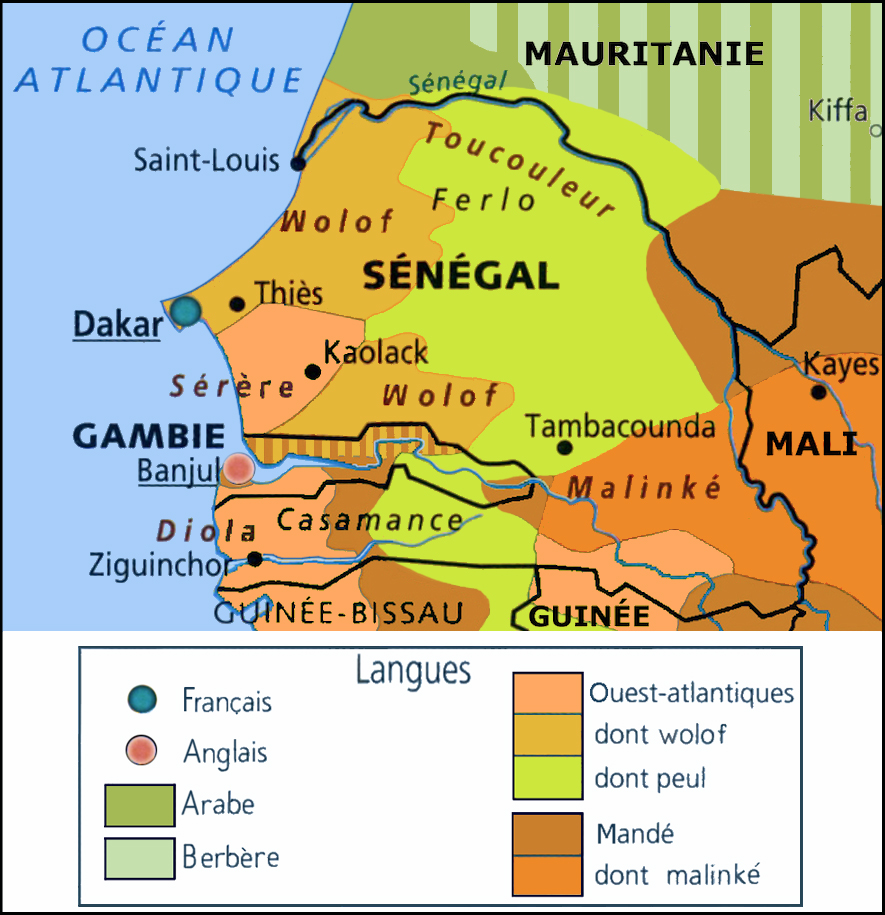
Langues au Sénégal.

L’histoire du territoire devenu le Sénégal – avant l'accession du pays à son indépendance en 1960 – s'inscrit d'abord dans celle de régions et entités plus larges telles que, successivement, le Sahara, le Soudan, la Sénégambie ou l'Afrique-Occidentale française (AOF), avant d'être associée à l'époque contemporaine à celle des États voisins du Sahel.

## Historiographie
Comme pour bien d'autres pays du continent africain, l'écriture de cette histoire se heurte à de multiples difficultés, tant méthodologiques qu'idéologiques.
Les commentaires attribués à certains explorateurs antiques, les manuscrits des voyageurs arabes constituent les premiers témoignages connus. C'est à partir du XVe siècle que l'on dispose de sources européennes – narrations, compilations ou documents d'archives –, dont la finalité n'était généralement pas historique au départ : le chevalier de Boufflers décrit son exil à madame de Sabran, le naturaliste Adanson détaille la flore et la faune du pays, le directeur de la Compagnie du Sénégal, Jean-Baptiste-Léonard Durand, relate les péripéties de son expédition et l'abbé Boilat, dans ses Esquisses sénégalaises, pense surtout à l'évangélisation de la contrée.
Tantôt naïf, tantôt condescendant, le colonisateur se veut à la fois historien, ethnographe et pédagogue, comme en témoignent les ouvrages publiés par les administrateurs de l'AOF, les « villages noirs » ou l'Exposition coloniale de 1931. Devant leurs réalités ainsi figées et dénaturées, les populations se voient privées de leur propre histoire. En outre la non-reconnaissance de leur participation à l'effort de guerre alimente une prise de conscience croissante à partir des années 1950, qui trouve un écho dans la déclaration d'indépendance en 1960, mais aussi dans la pensée novatrice de l'historien et anthropologue sénégalais Cheikh Anta Diop, chef de file de ce qu'on appellera l'« École de Dakar ». Dans l'intervalle les recherches archéologiques, dynamisées sous l'égide de l'IFAN par Raymond Mauny et d'autres chercheurs européens, ont été relayées par des spécialistes nationaux et le Sénégal compte aujourd'hui nombre d'historiens de premier plan, tels que Abdoulaye Ly, Boubacar Barry, Abdoulaye Bathily, Hamady Bocoum, Iba Der Thiam, Mamadou Diouf ou Oumar Kane, disparu en 2008.
L'écriture de l'histoire du Sénégal implique aussi un combat contre la montre, car le patrimoine est toujours sous la menace du climat, des insectes ou de la  pénurie budgétaire. Sa sauvegarde reste préoccupante d'un point de vue scientifique, sans parler des enjeux touristiques dans le cas de Saint-Louis, Gorée ou Carabane.
Les traditions orales – désormais reconnues patrimoine culturel immatériel de l'humanité par l'UNESCO – sont un peu mieux prises en compte, comme en témoigne ce colloque international consacré aux traditions orales du Kaabu en 1980 à Dakar, mais n'ont pas encore trouvé une vraie place dans la construction du savoir à l'occidentale.

## Préhistoire du Sénégal
- Préhistoire du Sénégal

### Paléolithique

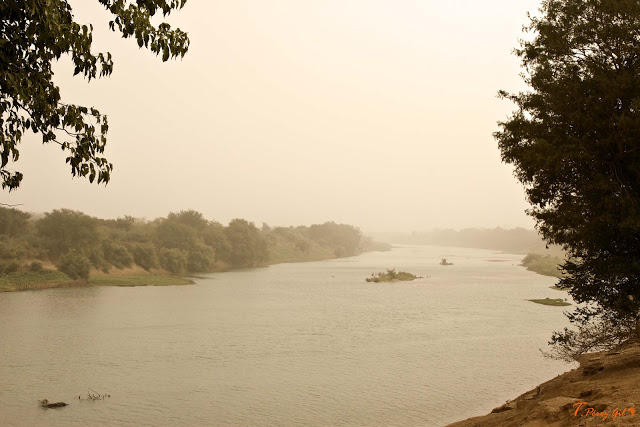
La vallée de la Falémé.

En l’état actuel de nos connaissances, selon Abdoulaye Camara, on peut considérer que les hommes sont apparus au Sénégal il y a environ 350 000 ans. C’est dans la vallée de la Falémé, dans le sud-est du pays, que l’on a trouvé les plus anciennes traces de vie humaine.
Ces vestiges sont menacés, non seulement en raison de l'acidité des sols en Afrique de l'Ouest qui détruit les ossements, mais aussi par les touristes sur la Petite-Côte, les machines utilisées pour l’exploitation des phosphates dans la région de Thiès ainsi que par les cultures maraîchères et l’urbanisation croissante dans la presqu'île du Cap-Vert.

Exemple de débitage de type Levallois

Cependant la présence de l’homme au paléolithique inférieur est attestée par la découverte d’outils lithiques caractéristiques de l’Acheuléen, tels que les bifaces signalés par Théodore Monod à la pointe de Fann, dans la presqu'île du Cap-Vert, en 1938, ou les hachereaux trouvés dans le sud-est du pays. On a également retrouvé des pierres débitées selon la méthode Levallois, caractéristiques du paléolithique moyen. L’industrie moustéroïde est représentée notamment par des racloirs ou des grattoirs, trouvés dans la presqu’île du Cap-Vert, mais aussi dans les basses ou moyennes vallées du Sénégal et de la Falémé. Quelques pièces sont explicitement liées aux activités de la chasse, comme celles trouvées à Tiémassass, près de Mbour, un site controversé que certains rattachent au paléolithique supérieur, alors que d'autres plaident en faveur du néolithique.

### Néolithique
Dans l’espace sénégambien, cette période où l’homme d’abord prédateur (chasseur, pêcheur) devient producteur, c’est-à-dire éleveur, agriculteur puis commerçant, est assez bien représentée et étudiée. C'est l'époque où des objets plus élaborés et des céramiques font leur apparition. Cependant beaucoup de zones d’ombres subsistent. Si plusieurs faciès culturels – c’est-à-dire l’ensemble des caractéristiques et des manifestations d'une civilisation – ont été identifiés au sein du néolithique, leurs origines et leurs liens restent souvent à préciser.
On peut néanmoins distinguer :

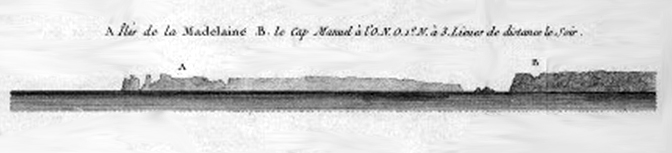
Les îles de la Madeleine (A) et le Cap Manuel (B), « à trois lieues de distance le soir » (1779)

- le néolithique du Cap Manuel : le gisement manuélin de Dakar n’a été découvert qu’en 1940[19]. Les roches basaltiques du cap – notamment l’ankaratrite - étaient utilisées pour confectionner des outils macrolithiques, par exemple des haches ou des rabots. De tels outils ayant été retrouvés à Gorée et sur les îles de la Madeleine toutes proches, une activité de construction navale de ces pêcheurs semble probable.
- le néolithique de Bel-Air : de plus petite taille et de formes géométriques, généralement en silex, l’outillage bélarien est présent dans les dunes de l’ouest, proches de l'actuelle capitale. Outre les haches, les herminettes ou les poteries, on relève aussi une statuette, la Vénus de Thiaroye[20]
- le néolithique de Khant : le marigot du Khant qui se trouve dans le nord du pays, près de Kayar, dans la basse vallée du fleuve Sénégal, a donné son nom à cette industrie qui utilise principalement l’os et le bois[21]. Ce gisement figure sur la liste des sites et monuments classés du Sénégal[22].
- le néolithique de la Falémé : localisée dans le sud-est du pays, l’industrie falémienne a produit un outillage poli utilisant des matériaux aussi divers que le grès, l’hématite, le schiste, le quartz ou le silex. Le matériel de broyage et la poterie y sont bien représentés.
- le néolithique de la vallée du Sénégal et du Ferlo ne constitue pas toujours une catégorie à part, c’est aussi le faciès le moins connu.

### Protohistoire
Dans le cas du Sénégal, la périodisation de la protohistoire reste controversée. En effet, on assimile souvent celle-ci à l'âge des métaux, en la situant donc entre la première métallurgie et l'apparition de l'écriture. Or cette définition eurocentrée semble peu adaptée aux réalités africaines. C'est pourquoi d'autres approches sont à prendre en considération, comme celle de Guy Thilmans et de son équipe qui, dès 1980, ont estimé que toute l'archéologie des temps pré-coloniaux pouvait être rattachée à cette appellation, ou encore celle d'Hamady Bocoum qui parle d'« archéologie historique » à partir du IVe siècle, du moins pour l'ancien Tekrour.

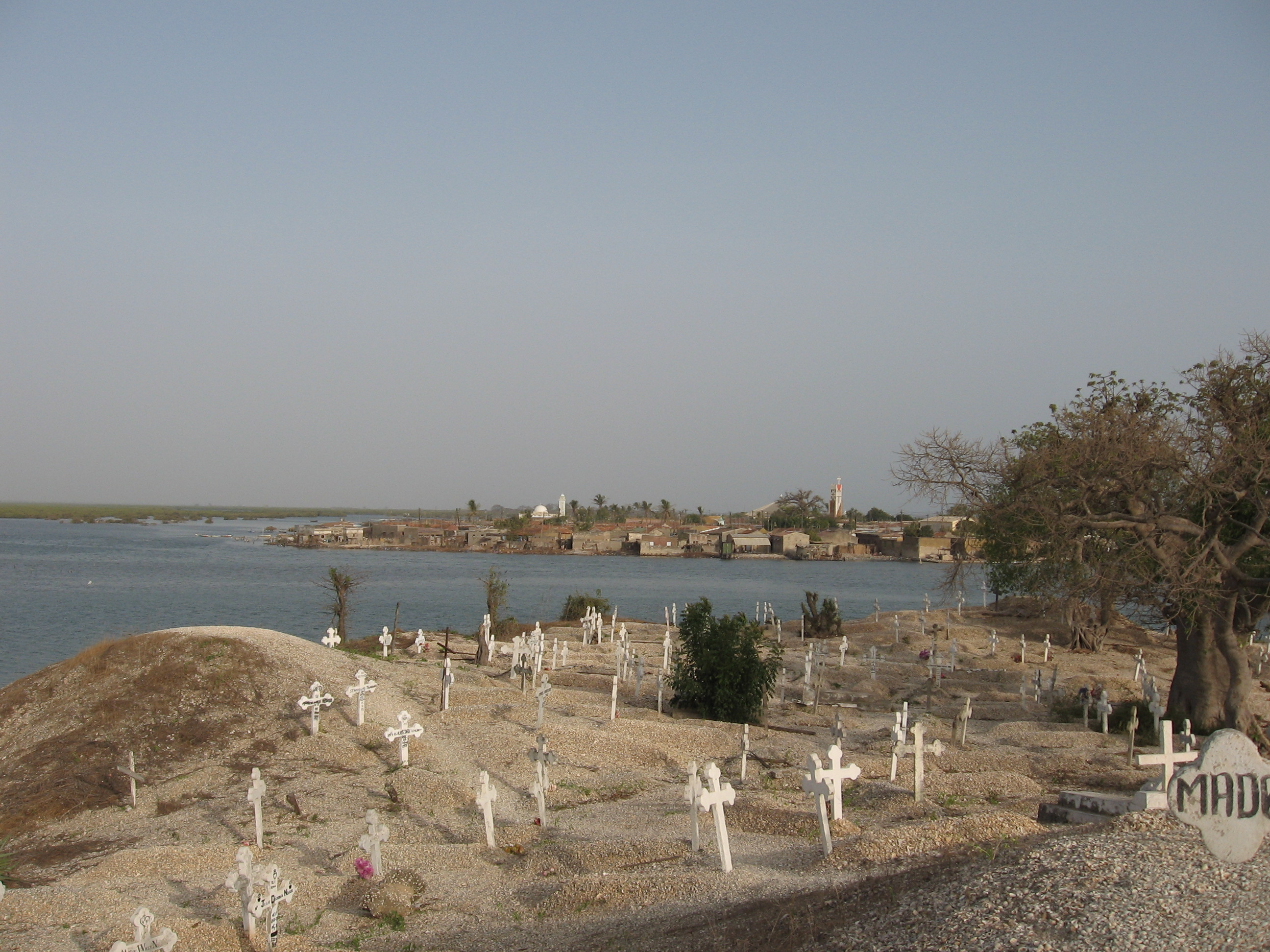
Amas coquilliers au cimetière de Fadiouth.

Même si le débat n'est pas encore tranché, l'abondance de tels vestiges ne fait pas de doute, notamment dans l’ouest du pays, dans les vallées fluviales et à proximité de la frontière avec la Gambie.
Quatre ensembles peuvent être distingués :
- Sur le littoral et dans les estuaires des fleuves (Sénégal, Saloum, Gambie et Casamance), on observe de fortes concentrations de tumulus et d'amas coquilliers – que l'on désigne parfois sous leur nom danois Køkkenmødding (en anglais, kitchen midden), ce qui signifie « détritus de cuisine ». 217 de ces amas ont été recensés dans le seul delta du Saloum[22], par exemple à Joal-Fadiouth[25], mais on en trouve aussi dans le nord près de Saint-Louis[26], ainsi que dans l’estuaire de la Casamance[27]. Parmi les mollusques identifiés, l'espèce dominante est l'Anadara senilis, également dénommée « arche » ou « pagne »[28].

- L’ouest du pays est riche en tumulus funéraires constitués de sable, que les Wolofs désignent sous le nom de mbanaar, c'est-à-dire tombe[29], alors que les Sérères les appellent podom[30],[31],[32]. Un pectoral en or massif pesant 191 grammes a en outre été découvert à Rao-Ngueguela, près de Saint-Louis[33].

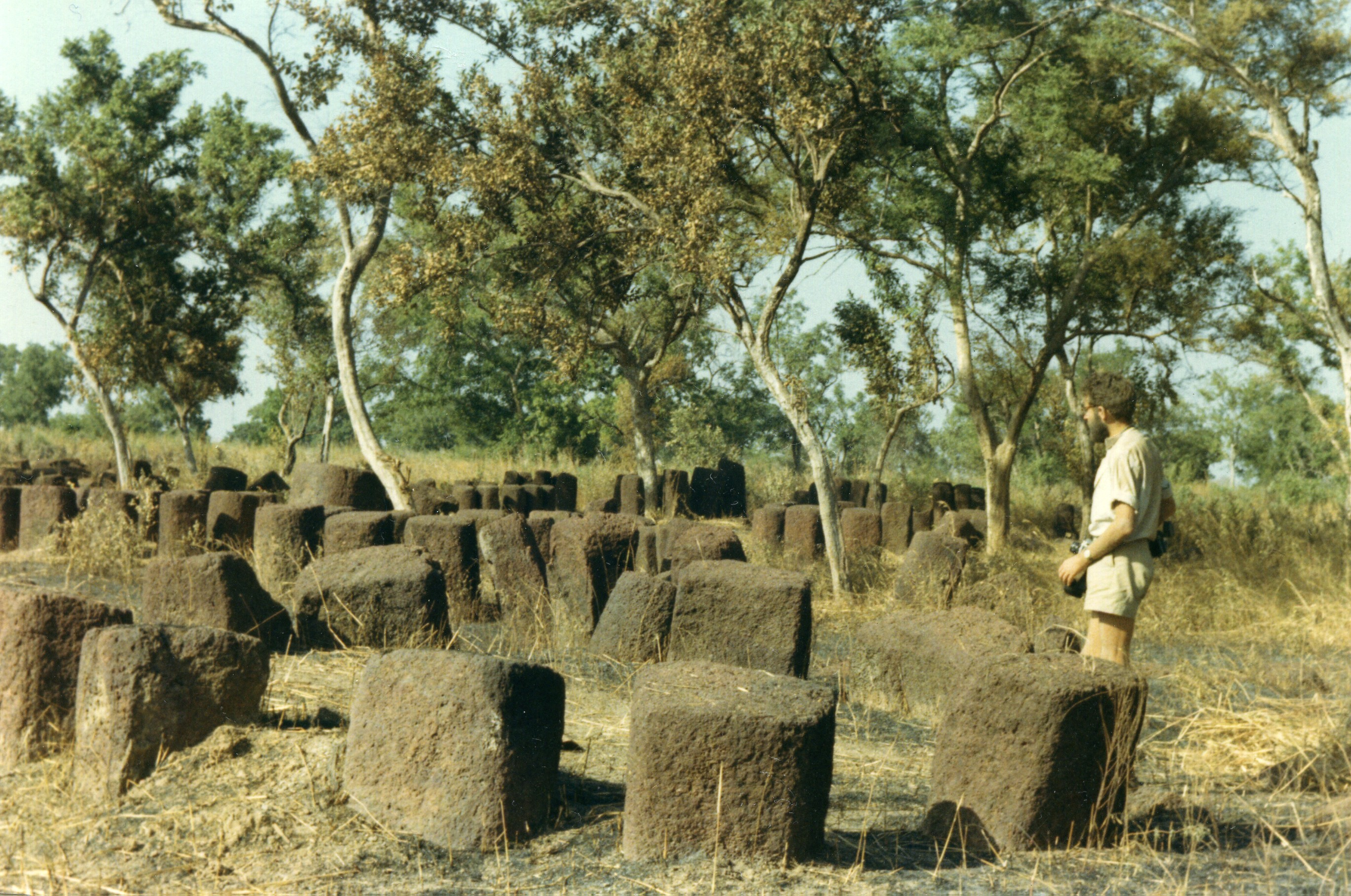
Alignement mégalithique au Sénégal.

- C'est dans une très vaste zone de près de 33 000 km2 localisée dans le centre-sud du pays tout autour de la Gambie que l'on trouve les alignements de grosses pierres connus sous le nom de cercles mégalithiques de Sénégambie et inscrits sur la liste du patrimoine mondial de l'UNESCO en 2006[34]. Deux de ces sites se trouvent sur le territoire sénégalais : Sine Ngayène[35] et Sine Wanar, tous deux situés dans le département de Nioro du Rip. Sine Ngayène compte 52 cercles mégalithiques dont un double cercle. À Wanar où l'on en dénombre 24, les pierres sont de plus petite taille. On y trouve des pierres-lyres taillées dans la latérite, en forme de Y ou de A.

- L'existence de vestiges protohistoriques dans la moyenne vallée du fleuve Sénégal est confirmée dès la fin des années 1970[36]. Des poteries, des disques perforés en céramique[37] ou des objets de parure ont ainsi été mis au jour. Les fouilles effectuées sur le site de Sinthiou-Bara[38], près de Matam, se sont avérées particulièrement fructueuses. Des pièces de provenance lointaine, du Maghreb par exemple, ont ainsi révélé des flux d'échanges transsahariens.

- Histoire ancienne des Sérères

## De c. 500 à c. 1900: États, royaumes et Empires pré-coloniaux

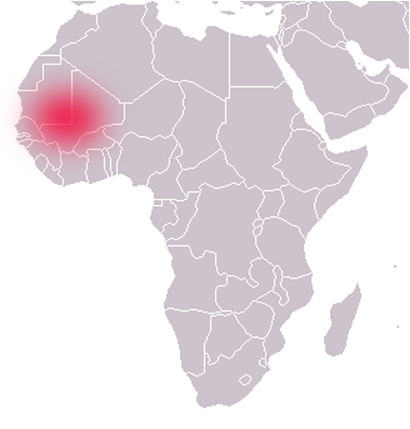
Localisation de l'empire du Ghana, vers 1000

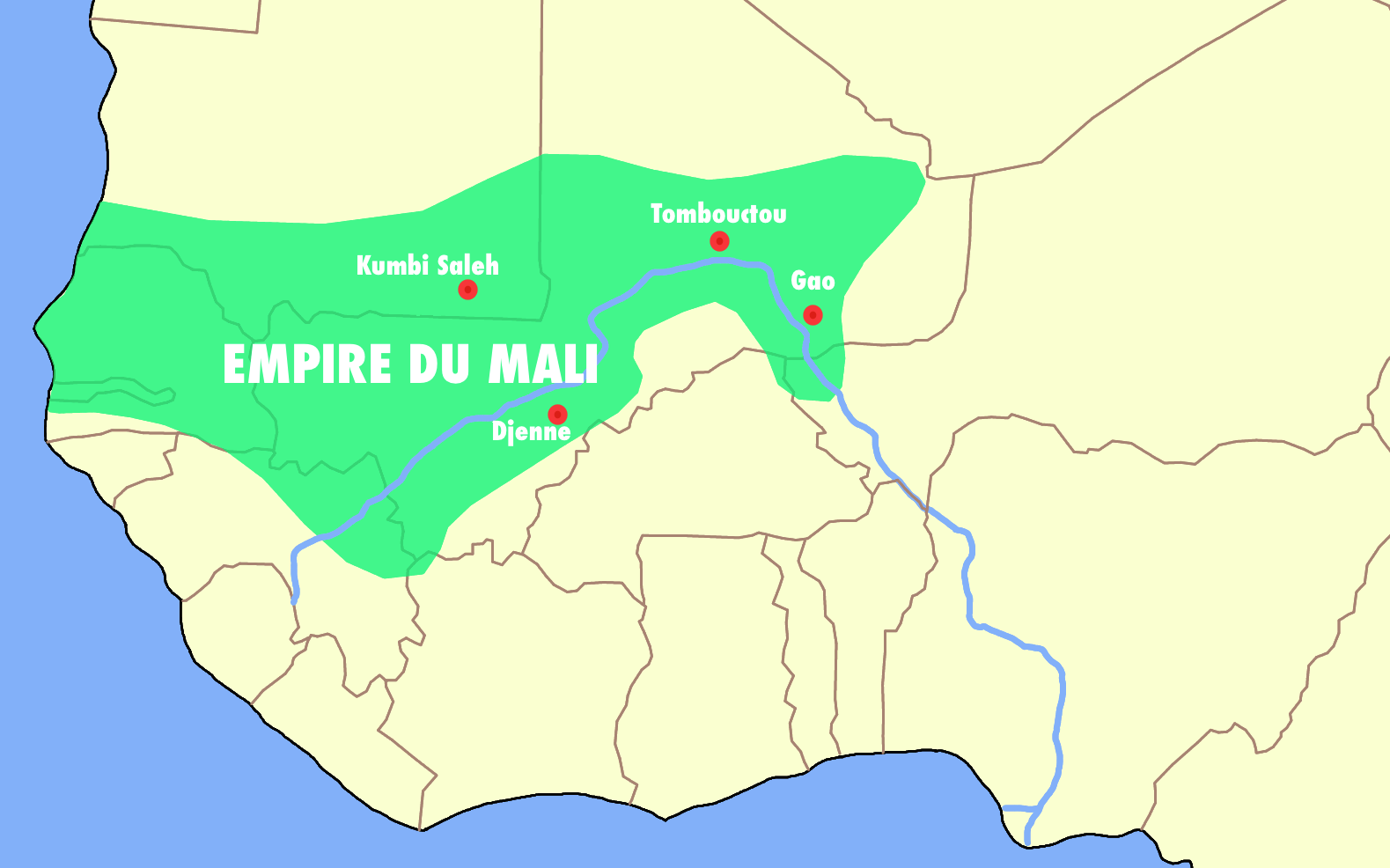
Extension de l'empire du Mali à son apogée, vers 1350

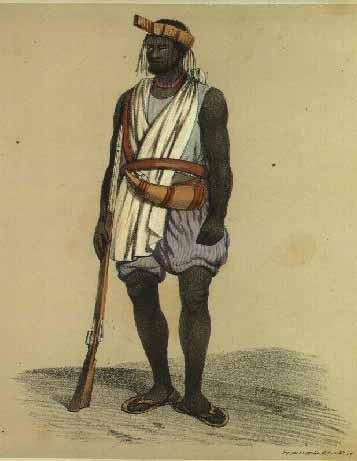
Wolof du Waalo, en « costume de guerre » (1846)

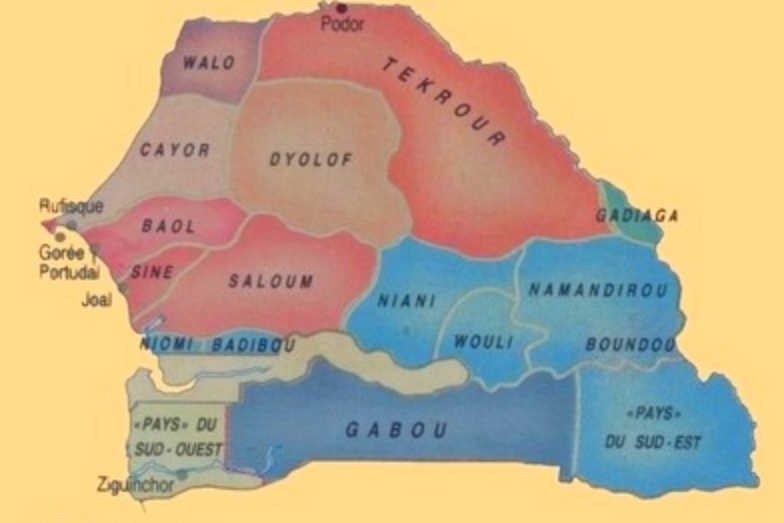
Anciens empires au Sénégal.

En l'absence de sources écrites et de vestiges monumentaux dans cette région, l’historiographie des premiers siècles de notre ère doit s’appuyer principalement sur les fouilles archéologiques, les mentions éventuelles des chroniqueurs arabes et les données issues de la tradition orale. Le croisement de ces informations suggère que le peuplement du Sénégal s’est d’abord effectué à partir du nord et de l'est (probablement l'actuelle Égypte, en témoignent les travaux du professeur Cheikh Anta Diop), en plusieurs vagues migratoires, la dernière étant celle des Wolofs, des Peuls et des Sérères, descendants probables des Bafours et repoussés vers le sud par la dynastie berbère des Almoravides.
Avant l’arrivée des premiers colons européens, l'histoire de la région sahélienne est surtout caractérisée par la consolidation des peuplements en vastes entités étatiques – l'empire du Ghana, l'empire du Mali et plus tard Gao – qui se démembreront progressivement. Alors que le noyau de ces grands empires se situe sur le territoire de l'actuelle République du Mali, le Sénégal d'aujourd'hui y occupe plutôt une position périphérique.
Le plus ancien de ces empires est celui du Ghana, probablement fondé au milieu du Ier millénaire par les Soninkés et dont les populations animistes vivent de l'agriculture et du commerce transsaharien, notamment de l'or, du sel et des étoffes. Sa zone d'influence s'étend peu à peu aux régions comprises entre les deux vallées fluviales du Sénégal et du Niger.
Contemporain de l'empire du Ghana, mais bien moins étendu, le royaume du Tekrour est son vassal. Ghana et Tekrour sont les seuls ensembles organisés avant l’islamisation. Le territoire du Tekrour correspond approximativement à celui de l’actuel Fouta-Toro. Son existence au IXe siècle est attestée par des manuscrits arabes, mais elle pourrait remonter au début de l'ère chrétienne selon l'historien Joseph Ki-Zerbo. D'autres sources attribuent la fondation du Tekrour à la dynastie des Dia Ogo (ou Dyago), venus du nord. Son nom, emprunté aux écrits arabes, serait lié à de celui de l’ethnie toucouleur.
Les échanges commerciaux avec les Arabes sont nombreux. Le royaume importe de la laine, du cuivre ou des perles et exporte de l'or et des esclaves. En effet, l'expansion d'un vaste empire arabo-musulman par les djihads n'est pas dénuée d'enjeux économiques et politiques et entraîne dans son sillage les premiers véritables flux de traite négrière. Cette traite dite « orientale » fournit l'Afrique du Nord et l'Afrique saharienne en main-d'œuvre servile. Le Tekrour est l’un des premiers États convertis à l'islam, très certainement avant 1040.
Deux autres grandes entités politiques se constituent et se développent au cours des XIIIe et XIVe siècles, l'empire du Mali et l'empire du Djolof qui va devenir le vassal du premier au moment de son apogée. Issu de l’invasion mandingue, le Mali ne cesse de s'étendre, englobant d'abord l'est du Sénégal, puis presque la totalité du territoire actuel. Fondé au XIIIe siècle par le chef wolof Ndiadiane Ndiaye, le Djolof élargit sa domination aux petites chefferies au sud du fleuve Sénégal (Waalo, Cayor, Baol, Sine-Saloum), réunissant tout l'espace sénégambien auquel il donne une unité sociale et religieuse : c'est le « Grand Djolof » qui s'effondrera vers 1550.
L´arrivée des Européens précipite l´autonomie des petits royaumes qui étaient sous l´emprise du Djolof. Moins dépendants du commerce transsaharien grâce aux nouvelles voies maritimes, ils se tournent plus volontiers vers les échanges avec le Nouveau Monde. Le déclin de ces royaumes s'explique notamment par les rivalités internes, puis par l'arrivée des Européens, qui organisèrent les départs massifs de jeunes Africains vers le Nouveau Monde. Razzias, guerres, épidémies et famines accablent les populations, tandis que les puissants pratiquent le commerce des esclaves, en échange d'armes et de produits manufacturés. Sous l’influence de l’islam, ces royaumes se transforment et les marabouts y jouent un rôle croissant. Alors que Faidherbe décide la construction d'une ligne de chemin de fer entre Dakar et saint Louis, pour acheminer l'arachide, il doit faire face à l'opposition de Lat Dior Diop. Ce dernier est tué et le Cayor annexé en 1896.
En 1895 est créée l'Afrique Occidentale Française (AOF) qui regroupe les territoires sous domination française dans la région dont le Sénégal, le Soudan français (actuel Mali) la Guinée, la Haute-Volta (actuel Burkina Faso). Sa capitale est Saint-Louis.

## Temps des comptoirs et de la traite (c. 1450 - c. 1850)
- Grandes découvertes, Commerce triangulaire

Selon plusieurs sources anciennes, reprises notamment par le Dictionnaire de pédagogie et d'instruction primaire de Ferdinand Buisson en 1887, les premiers établissements français au Sénégal remonteraient aux navigateurs dieppois du XIVe siècle.
Flatteuse pour les marins normands, cette thèse accréditait aussi l'idée d'une antériorité de la présence française dans la région, mais elle n'est pas confirmée par les travaux ultérieurs[réf. nécessaire].
C'est bien à partir du milieu du XVe siècle que plusieurs nations européennes atteignent les côtes d'Afrique de l'Ouest, investies successivement ou simultanément par les Portugais, les Hollandais, les Anglais et les Français. Les Européens s'établissent d'abord le long des côtes, sur les îles, dans les embouchures des fleuves puis un peu plus en amont. Ils ouvrent des comptoirs et s'adonnent à la traite – un terme qui, sous l'Ancien Régime, désigne tout type de commerce (blé, poivre, ivoire…), et pas nécessairement, ou uniquement les traites négrières, même si cet « infâme trafic », comme on l'appelait à la fin du XVIIIe siècle, se trouve en effet au cœur d'un nouvel ordre économique, contrôlé par de puissantes compagnies à privilèges.

### Navigateurs portugais, Empire colonial portugais (1442-)

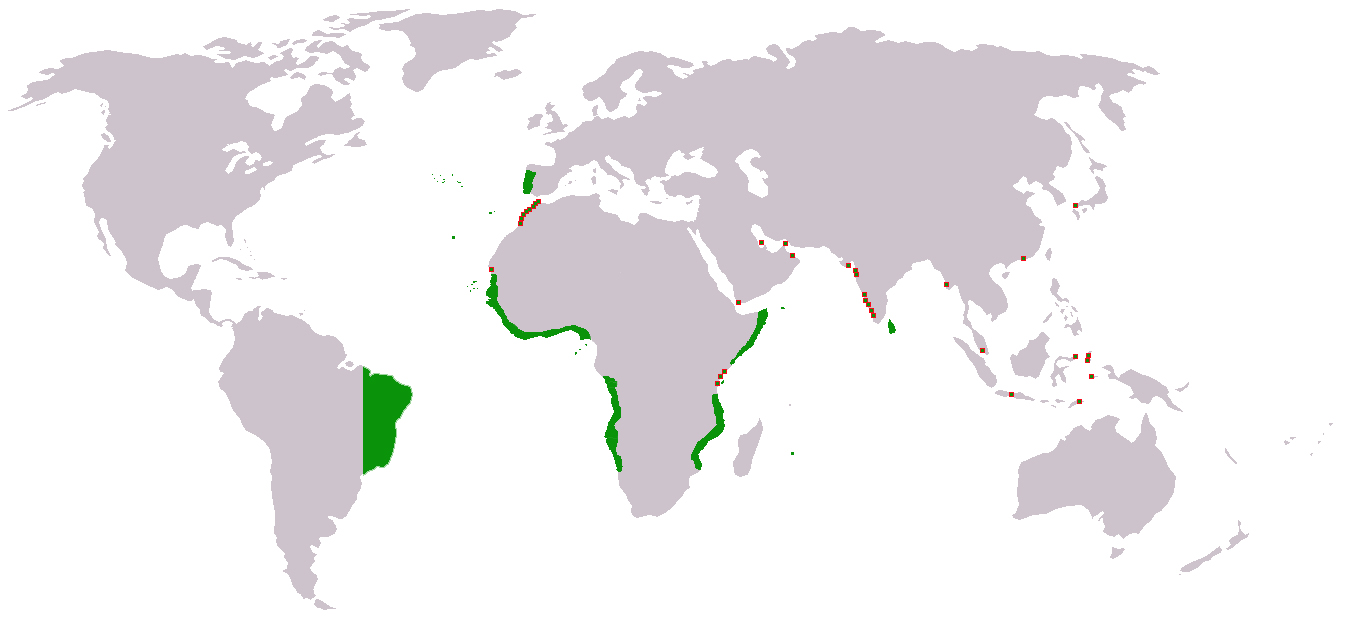
Colonies et comptoirs portugais sous le règne de Jean III (XVIe siècle)

Encouragés par l’Infant Henri le Navigateur et toujours à la recherche de la route des Indes, sans oublier l’or et les esclaves, les navigateurs portugais explorent les côtes africaines et s’aventurent toujours plus au sud.
En 1444 Dinis Dias passe au large de l’embouchure du fleuve Sénégal pour atteindre le point le plus occidental du continent africain, qu'il nomme Cabo Verde, le Cap-Vert, en raison de la luxuriante végétation qu'il y observe. Il atteint également l'île de Gorée que ses habitants désignent sous le nom de Berzeguiche et qu’il baptise Ilha de Palma, l’île des Palmes. Les Portugais ne s’y installent pas de manière permanente, mais utilisent le site pour y faire escale et pratiquer le commerce dans la région. Ils y construisent néanmoins une chapelle en 1481. Des comptoirs portugais sont également installés à Tanguegueth dans le Cayor, une localité qu’ils renomment Rio Fresco (le futur Rufisque) à cause de la fraîcheur de ses sources, dans le Baol à Sali (la future station balnéaire de Saly) qui prend le nom de Portudal, ou encore à Joal dans le royaume du Sine.
Ils parcourent aussi la basse Casamance à partir du XVIe siècle et fondent Ziguinchor en 1645. L’introduction du christianisme accompagne cette expansion commerciale.

### Compagnie néerlandaise des Indes occidentales, Empire colonial néerlandais (1621)

Afrique occidentale en 1625.

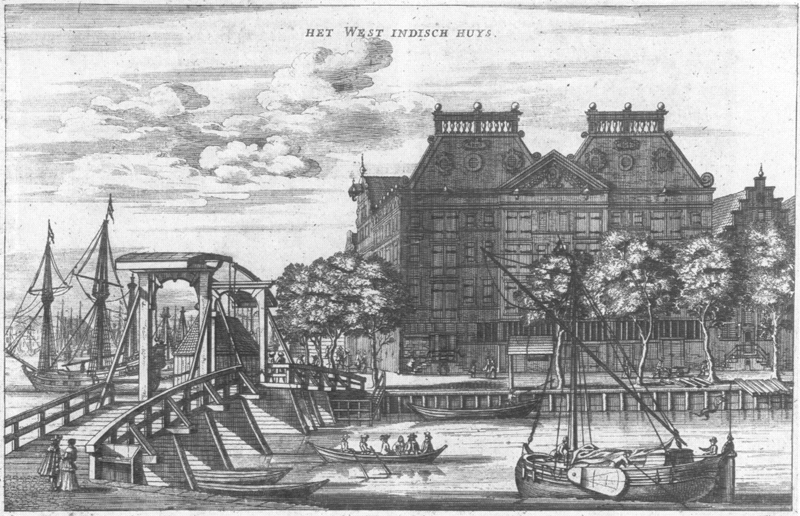
La Compagnie néerlandaise des Indes occidentales à Amsterdam en 1655.

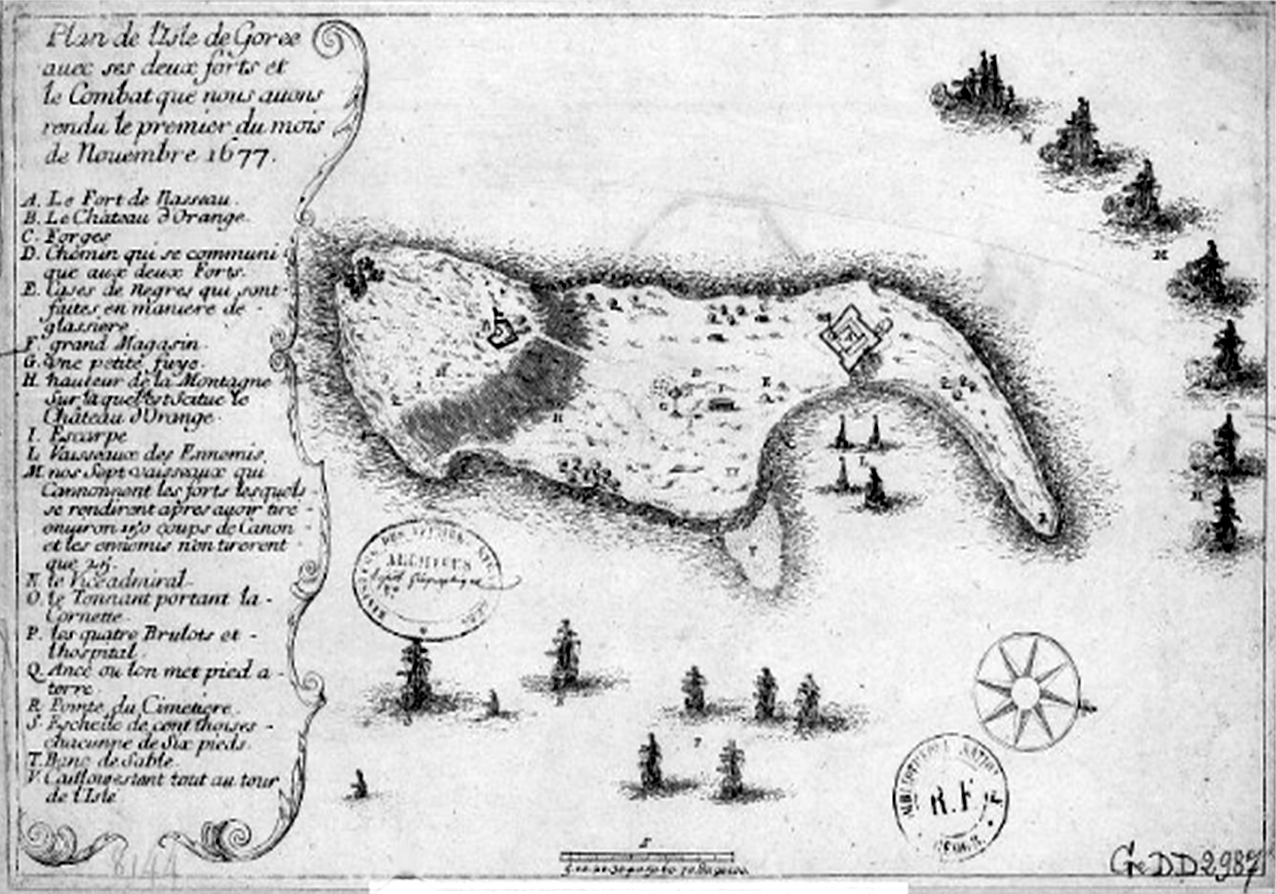
« Plan de l'isle de Gorée avec ses deux forts et le combat que nous avons rendu le premier du mois de novembre 1677 »

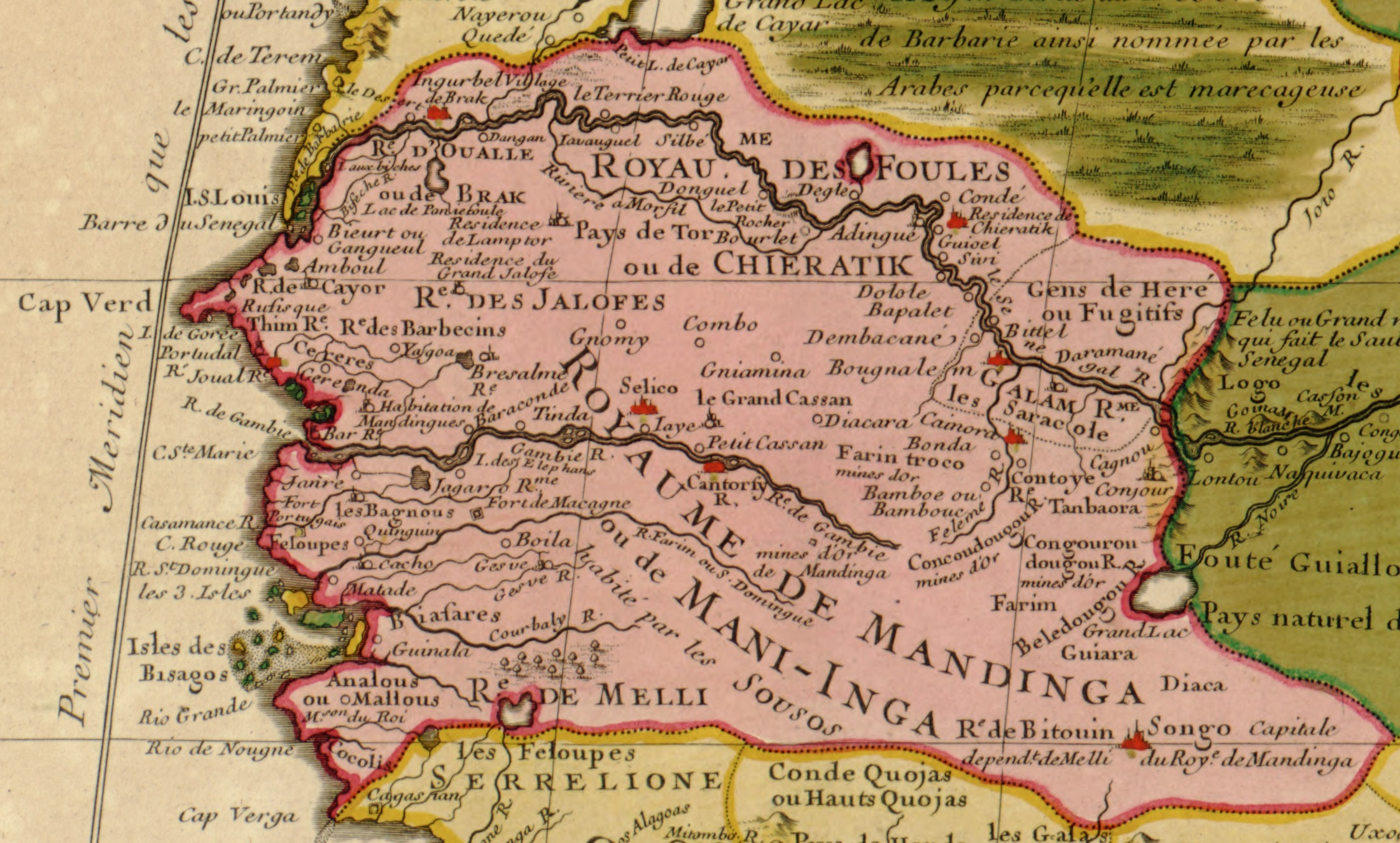
Sénégambie, 1707.

- Compagnie néerlandaise des Indes occidentales, Empire colonial néerlandais

Après l’abjuration de La Haye en 1581, les Provinces-Unies s’affranchissent de l’autorité du roi d’Espagne. Elles appuient leur essor sur le commerce maritime et étendent leur empire colonial à l'Asie, à l'Amérique et à l'Afrique du Sud. Dans l'ouest de l'Afrique des comptoirs s'ouvrent en quelques points des actuels Sénégal, Gambie, Ghana et Angola
Créée en 1621, la Compagnie néerlandaise des Indes occidentales achète l’île de Gorée en 1627. Elle y construit deux forts aujourd’hui détruits, en 1628 celui de Nassau face à l'anse et en 1639 celui de Nassau sur la colline, ainsi que des entrepôts pour les marchandises destinées aux comptoirs du continent.
Dans sa Description de l’Afrique (1668), l’humaniste néerlandais Olfert Dapper donne l’étymologie du nom que lui donnent ses compatriotes, Goe-ree, pour Goede reede, c'est-à-dire « bonne rade ».
Les colons néerlandais occupent l’île pendant près d'un demi-siècle, mais en sont délogés plusieurs fois : en 1629 par les Portugais, en 1645 et en 1659 par des Français et en 1663 par les troupes anglaises. Ils font le commerce de la cire, de l’ambre, de l’or, de l'ivoire et participent aussi à la traite négrière, mais ne s’éloignent pas davantage des comptoirs de la côte.

### Sur fond de rivalité franco-anglaise: Empire britannique, Premier empire colonial français (c. 1650)

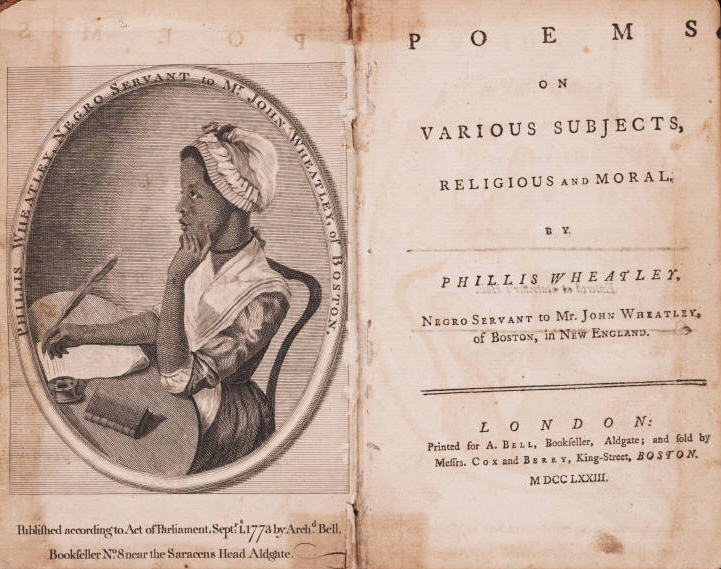
La poétesse Phillis Wheatley, née en Sénégambie et vendue comme esclave à Boston en 1761

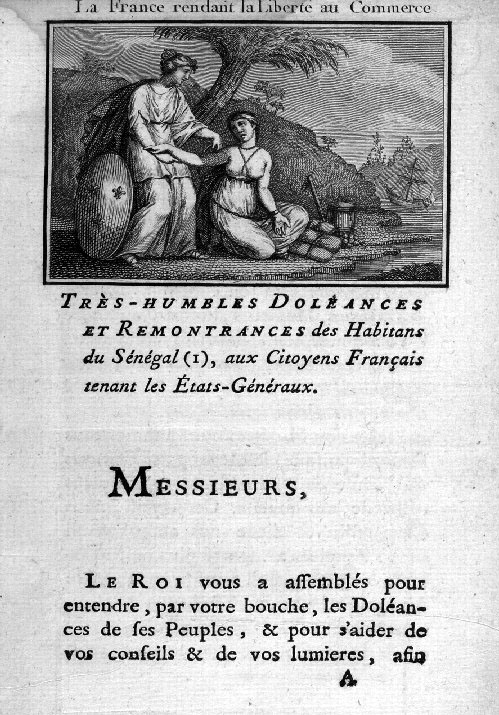
Le Cahier de doléances de Saint-Louis du Sénégal (1789)

- Empire britannique, Premier empire colonial français, Royaume de Galam

Les échanges commerciaux et la traite négrière s’intensifient au XVIIe siècle avec, au Sénégal, l’entrée en scène des Français et des Anglais qui s’affrontent principalement autour de deux enjeux, l’île de Gorée et Saint-Louis.
Le 10 février 1763 le traité de Paris met fin à la guerre de Sept Ans et réconcilie, après trois ans de négociations, la France, la Grande-Bretagne et l'Espagne. La Grande-Bretagne restitue l'île de Gorée à la France, mais, désormais première puissance coloniale, elle acquiert, entre autres nombreux territoires, « la Riviere de Sénégal, avec les Forts & Comptoirs de St Louis, de Podor, & de Galam, & avec tous les Droits & Dépendances de la dite Riviere de Sénégal ».
Sous Louis XIII et surtout sous Louis XIV, des privilèges assez étendus sont accordés à certaines compagnies maritimes françaises, qui se heurtent à de nombreuses difficultés. En 1626 Richelieu fonde la Compagnie normande, une association de marchands de Dieppe et de Rouen, chargée de l'exploitation du Sénégal et de la Gambie. Elle est dissoute en 1658 et ses actifs sont rachetés par la Compagnie du Cap-Vert et du Sénégal, elle-même expropriée à la suite de la création par Colbert en 1664 de la Compagnie française des Indes occidentales. La Compagnie du Sénégal est à son tour fondée par Colbert en 1673. Elle devient l'outil majeur de la colonisation française au Sénégal, mais, criblée de dettes, elle est dissoute en 1681 et remplacée par une autre qui subsistera jusqu'en 1694, date de la création de la Compagnie Royale du Sénégal dont l'administrateur, André Brue, sera capturé par le damel du Cayor et libéré contre une rançon en 1701. Une troisième Compagnie du Sénégal est créée en 1709, jusqu'en 1718. Du côté britannique, le monopole du commerce avec l'Afrique est concédé à la Royal African Company en 1698.
Grand capitaine de guerre de la marine de Louis XIV, le vice-amiral Jean d’Estrées s’empare de Gorée le 1er novembre 1677. L’île est reprise par les Anglais le 4 février 1693, avant d’être à nouveau occupée par les Français quatre mois plus tard. En 1698 le Directeur de la Compagnie du Sénégal, André Brue, rétablit les fortifications. Mais Gorée redevient anglaise au milieu du XVIIIe siècle.
L’excellent emplacement de Saint-Louis attise la convoitise des Anglais qui l’occupent à trois reprises, pendant quelques mois en 1693, puis  pendant la guerre de Sept Ans, de 1758 jusqu’à sa reprise par le duc de Lauzun en 1779, enfin de 1809 à 1816.
En 1783 le traité de Versailles restitue le Sénégal à la France. Le monopole de la gomme est concédé à la Compagnie du Sénégal.
Nommé gouverneur en 1785 le chevalier de Boufflers s’attache pendant deux ans à mettre en valeur la colonie, tout en se livrant à la contrebande de gomme arabique et d’or avec les signares.
En 1789 les habitants de Saint-Louis rédigent un Cahier de doléances. La même année les Français sont chassés du fort Saint-Joseph de Galam et du royaume de Galam.

### Une économie de traite

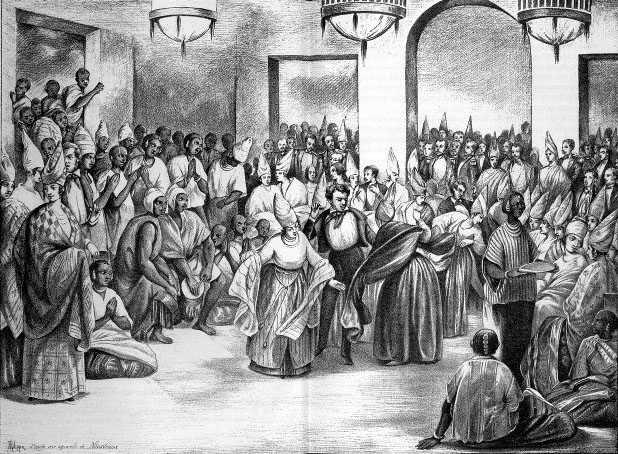
Un bal de signares à Saint-Louis (gravure de 1890)

Les Européens étaient parfois déçus parce qu'ils espéraient trouver davantage d'or en Afrique de l'Ouest, mais lorsque le développement des plantations aux Amériques, principalement aux Caraïbes, au Brésil et dans le sud des États-Unis actuels, suscite d'importants besoins en main-d'œuvre bon marché, la région bénéficie soudain d'un surcroît d'attention. La papauté qui s’était quelquefois opposée à l’esclavage, ne le condamne plus explicitement à la fin du XVIIe siècle : de fait l’Église a elle-même des intérêts dans le système colonial. Le trafic de « bois d’ébène » constituent aussi un enjeu pour les guerriers qui traditionnellement réduisent les vaincus en esclavage, pour certains peuples spécialisés dans le commerce des esclaves – c’est le cas des Dyula en Afrique occidentale –, pour les États et les royaumes qui s’affrontent par ailleurs, ainsi que pour les négociants privés qui comptent bien s’enrichir dans le commerce triangulaire, même si certaines expéditions se soldent parfois par de véritables catastrophes financières. L’instabilité politico-militaire de la région est aggravée par les traites.
Le Code noir, édicté en 1685, réglemente la traite des esclaves dans les colonies américaines.
Au Sénégal, des comptoirs de traite sont établis à Gorée, Saint-Louis, Rufisque, Portudal et Joal, mais la haute vallée du fleuve Sénégal, notamment avec le fort de Saint-Joseph de Galam, constitue au XVIIIe siècle un moteur de la traite française en Sénégambie.
En parallèle, une société métisse se développe à Saint-Louis et Gorée.
L’esclavage est aboli par la Convention nationale, dirigée par Montagnards, en 1794, puis rétabli par Napoléon Bonaparte en 1802.

### Affaiblissement progressif de la colonie (1815)
En 1815 le Congrès de Vienne abolit la traite des Noirs. Mais cela ne change pas grand chose économiquement pour les Africains.
Après le départ du gouverneur Schmaltz (il était entré en fonction au terme du naufrage de la Méduse), c'est le baron Roger. Il encourage notamment le développement de l'arachide, « la pistache de terre », dont la monoculture sera pendant longtemps la cause du sévère retard économique du Sénégal. En dépit de l'acharnement du baron Roger, l'entreprise se solde par un échec et plus tard l'expansion de la culture de l'arachide aura d'autres inconvénients.
La colonisation de la Casamance se poursuit également. L'île de Carabane (Karabane), acquise par la France en 1836, est profondément transformée entre 1849 et 1857 par le Résident Emmanuel Bertrand-Bocandé, homme d'affaires nantais.
L'esclavage est à nouveau aboli dans les colonies françaises par la Deuxième République le 27 avril 1848. Ce décret est enregistré au Sénégal le 23 juin 1848, et prend effet à compter du 23 août 1848. À Saint-Louis et de Gorée, 9 800 esclaves sont ainsi libérés. Cet affranchissement s'accompagne de l'indeminisation des propriétaires d'esclaves par l'État français. Pour le Sénégal, le montant est fixé à 315 francs or par esclave.

## Colonisation française moderne (c. 1850 - c. 1960)
- Second empire colonial français, Colonie du Sénégal

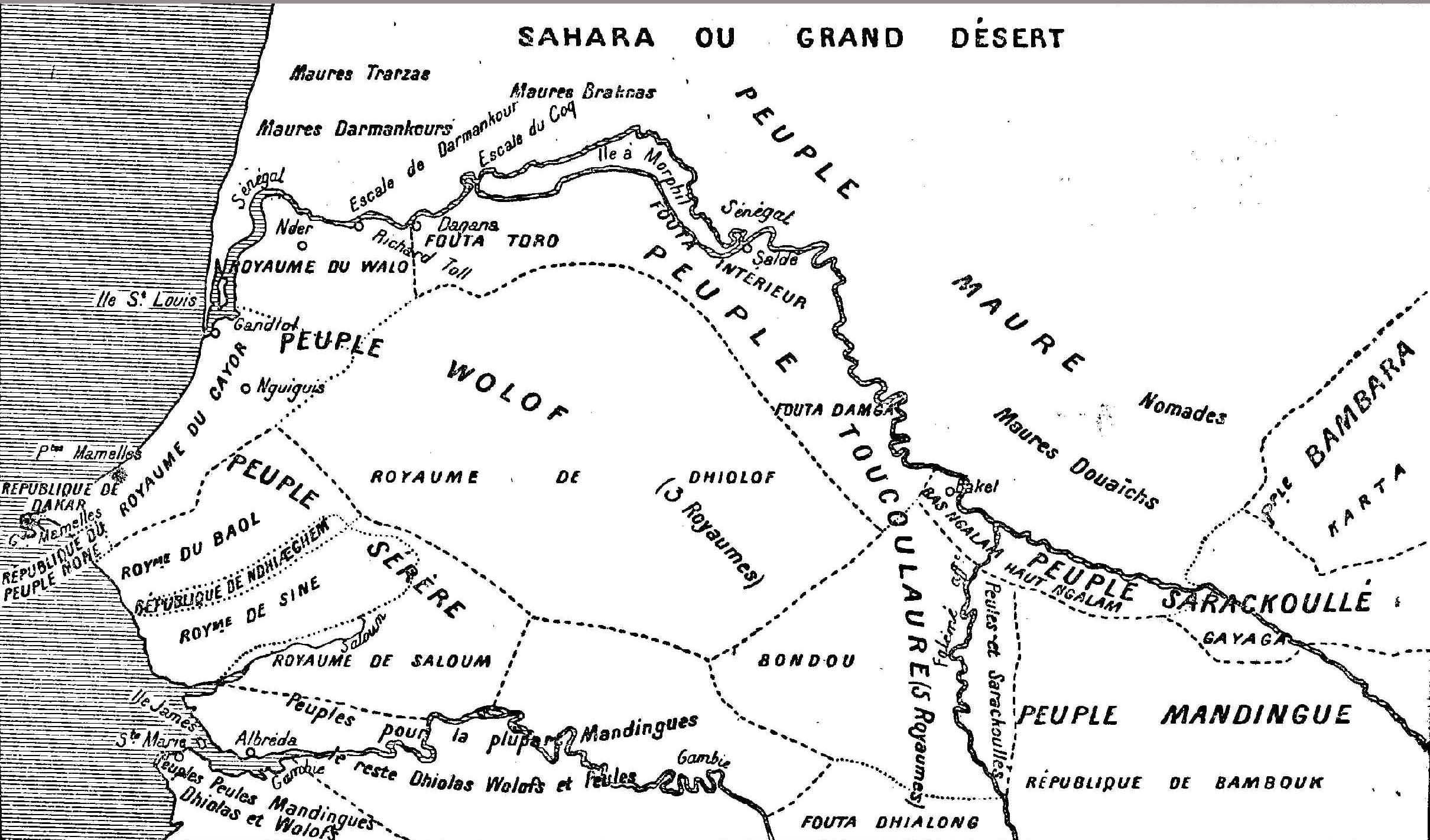
Carte des peuplades du Sénégal de l'abbé David Boilat (1853).

Commencée au XVIIe siècle la colonisation française perturbe entre autres, la culture du pays. L'arrivée du général Faidherbe (1818-1889) marque un tournant dans son ambition et ses modalités.

### Faidherbe

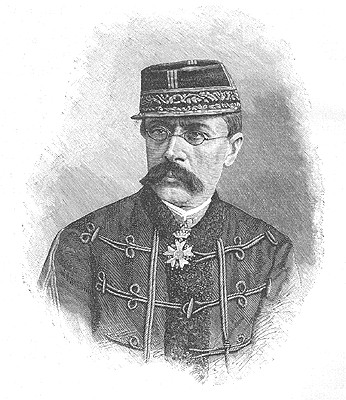
Faidherbe (1818-1889) vers 1860

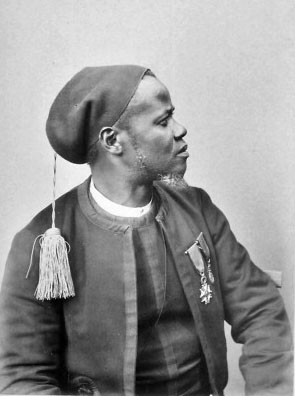
Lieutenant-tirailleur (Exposition universelle de 1889)

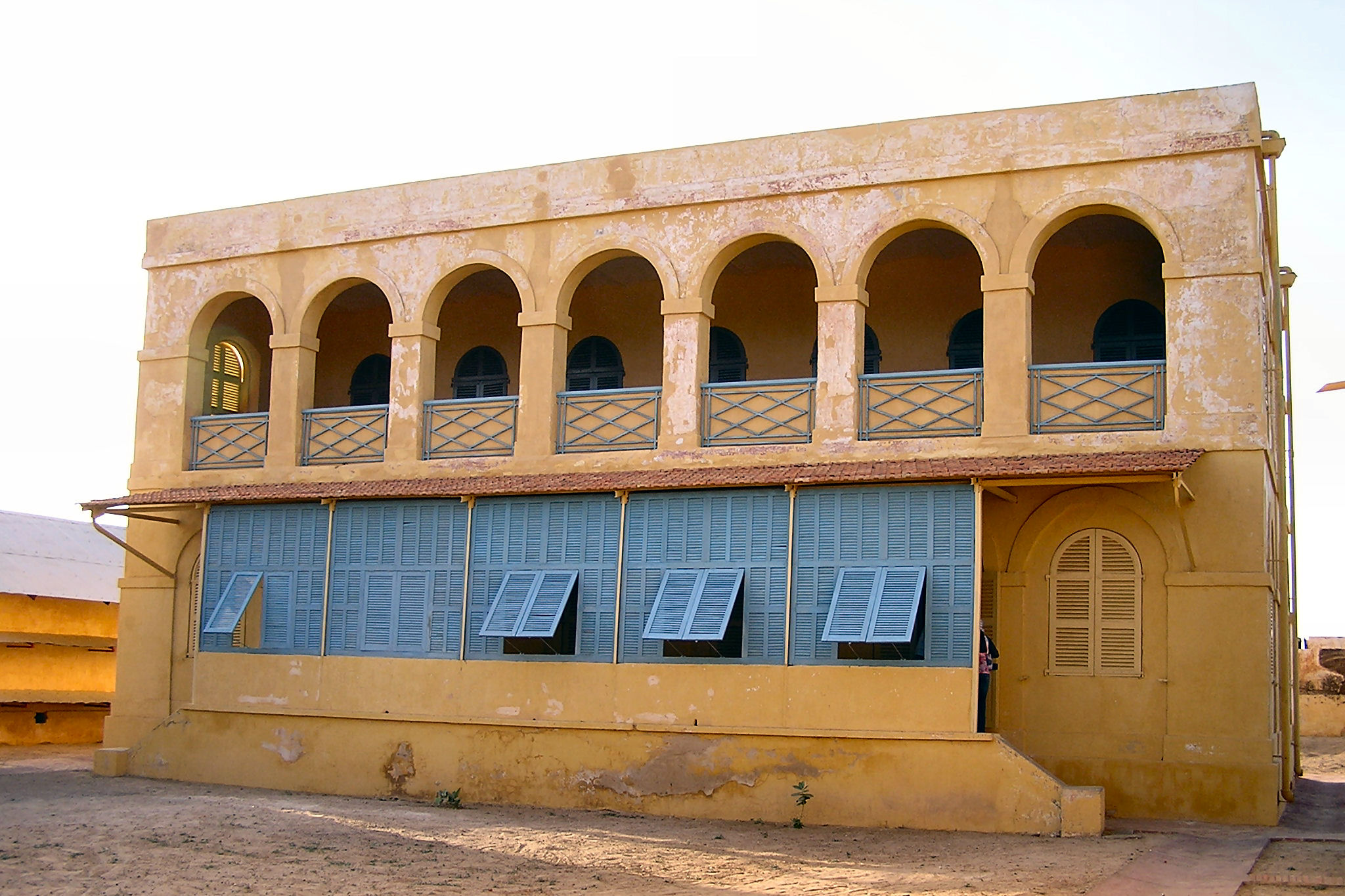
Construit en 1854, le fort de Podor, aujourd'hui restauré

Faidherbe, gouverneur du Sénégal de 1854 à 1861 et de 1863 à 1865, pénètre lentement à l’intérieur du pays et jette les bases de la future Afrique-Occidentale française (AOF).
Dans une région où, après l’abolition de la traite négrière, l'agriculture est essentiellement vivrière (mil, sorgho, tubercules…), Faidherbe impose la culture de l’arachide. Il met fin à l'administration traditionnelle locale, crée des tribunaux indigènes et des écoles qui ne sont qu'un moyen d'exercer une menace sur les chefs locaux, telles que l'École des otages, destinée aux fils de chefs et d'interprètes. Le 21 juillet 1857 le premier corps de tirailleurs sénégalais est créé par le gouverneur Faidherbe.
Conduites par le capitaine de vaisseau Protet (1808-1862), les troupes françaises prennent possession de la côte en 1857 et un petit fort y est construit, mais le chef de bataillon du génie Émile Pinet-Laprade qui élabore un premier plan cadastral en juin 1858 sera le véritable fondateur de Dakar. Les travaux du port de Dakar qui n'était à l'origine qu'un village de pêcheurs, commencent en 1862.

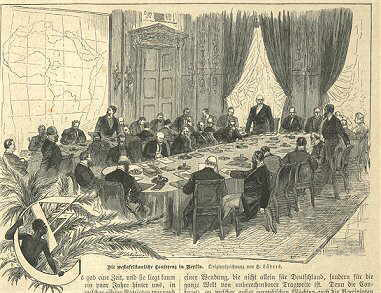
La conférence de Berlin (1885)

La France obtient le contrôle de la plus grande partie de l’Afrique occidentale à la conférence de Berlin de 1884–1885, mais la Gambie est attribuée à la Grande-Bretagne.
À la fin du XIXe siècle tout le territoire de l’actuel Sénégal est tombé sous la domination française.
En 1902, Dakar remplace Saint-Louis qui devient la capitale de l'Afrique-Occidentale française, l'une des colonies françaises.

### Résistances, dont résistance de Nder
- Résistance de Nder

Faidherbe se heurte néanmoins à une vive résistance, notamment à celle de Lat Dior, Damel du Cayor. D'abord animiste, mais converti à l'islam sous l'influence du marabout Maba Diakhou Bâ, Lat Dior mène une véritable guerre sainte contre le colonisateur. En 1865 le Cayor est annexé, ce qui permet de relier Dakar à Saint-Louis par le rail. Lat Dior comprend le risque que représente pour lui l’arrivée du chemin de fer et résiste farouchement, mais il est tué lors de la bataille de Deukhlé le 27 octobre 1886. C'est aujourd'hui un héros national, l'une des plus grandes figures de l'histoire du Sénégal.
En 1850, El Hadj Omar, chef de la confrérie Tidjane, fonde un empire islamique qui s’étend de Tombouctou au Sénégal. Il est battu par la France en 1864, mais les Wolofs prennent le parti de Tall dans un conflit qui dure trente ans.

### Afrique-Occidentale française (1895-1958)
- Afrique-Occidentale française

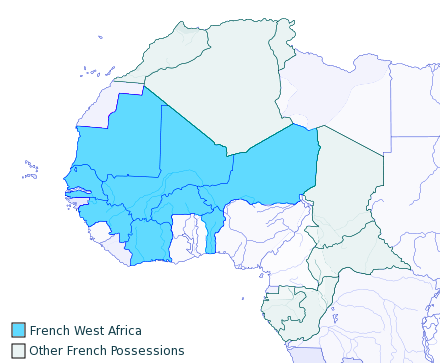
Afrique-Occidentale française en 1919.

À partir de 1895, la création du gouvernement général fait du Sénégal le siège de l'A.O.F (Afrique-Occidentale française). À l'époque la production d'arachide représente 70% des exportations. Saint louis et Gorée péricliter( Gorée est trop exiguë, la rade de Saint-Louis inadéquate, la barre et le déplacement de la passe retardent les navires), avant le coup de grâce, qui donne à Dakar le rôle de capitale de l'A.O.F en 1902, grâce à Émile Pinet-Laprade, gouverneur du Sénégal, qui tâche de la doter d'infrastructures dignes d'une capitale, en particulier un port.
L'incompréhension entre Français et Sénégalais s'intensifie, aggravée par la création d'un impôt en 1901 (en quelle monnaie payer dans cette économie de troc?). Cette mesure déstabilise l'économie de traite et accentue l'opposition des Sénégalais. En 1914, ils sont astreints à l'effort de guerre, qui curieusement aura pour effet de lier les Noirs à des Blancs non colons. Cette année là, Blaise Diagne est le premier député noir à l'Assemblée nationale française. Le Sénégal participe de nouveau à l'effort de guerre en 1940. 80.000 tirailleurs africains, dont un grand nombre de Sénégalais sont envoyés au front.
En Casamance, les Baïnouks, les Manjaques et les Diolas habitent la zone côtière tandis que la partie continentale – unifiée au XIIIe siècle sous le nom de Gabou – est occupée par les Malinkés (Mandingues). Au XVe siècle, le roi de l'une des tribus, les Kassas, donne son nom à la région : Kassa-Mansa (le roi des Kassas), mais, jusqu'à l'intervention française, la Casamance reste une entité hétéroclite, affaiblie par les rivalités internes.

### Vers l'assimilation?

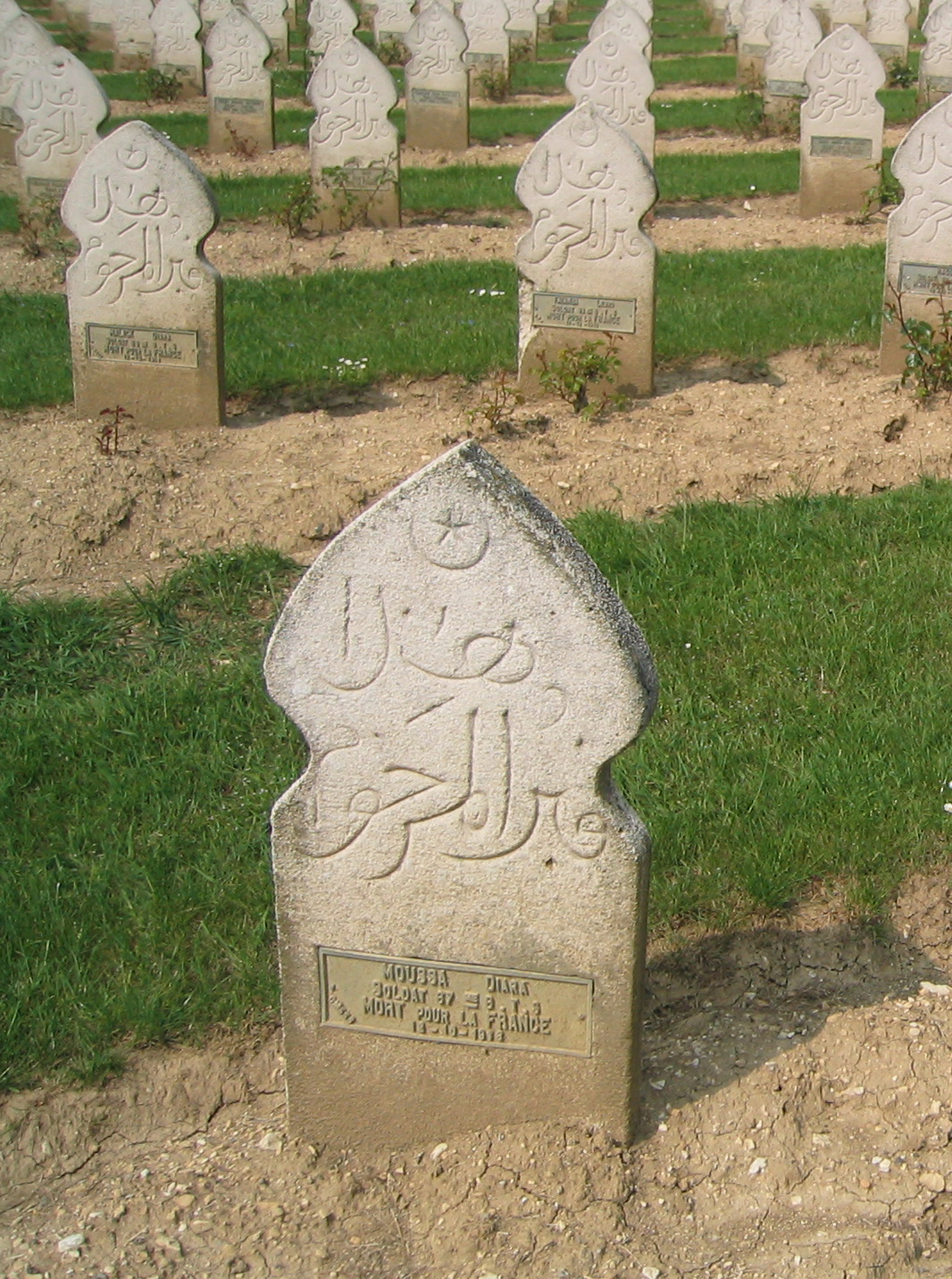
Tirailleur mort pour la France en octobre 1918 (Douaumont)

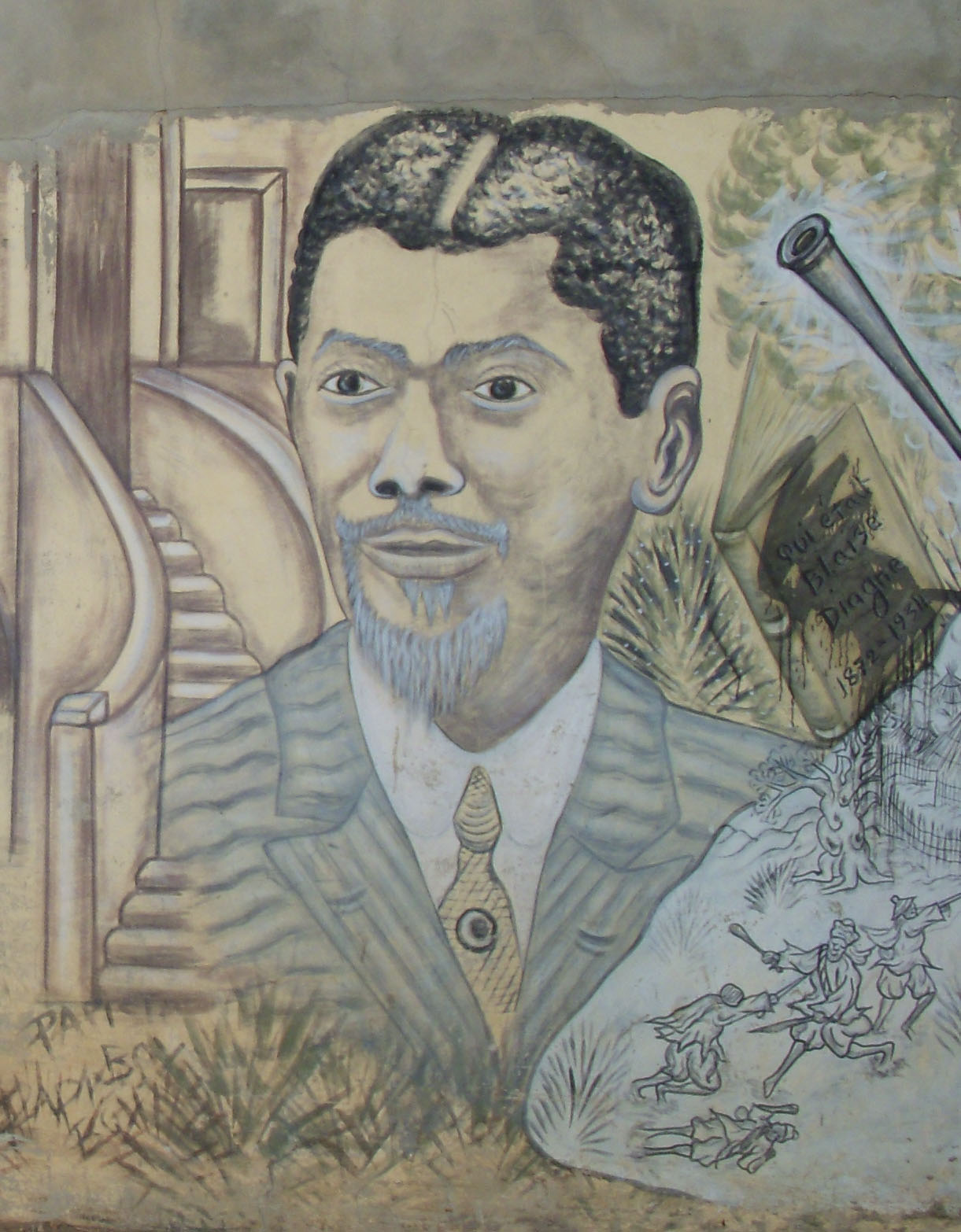
Blaise Diagne

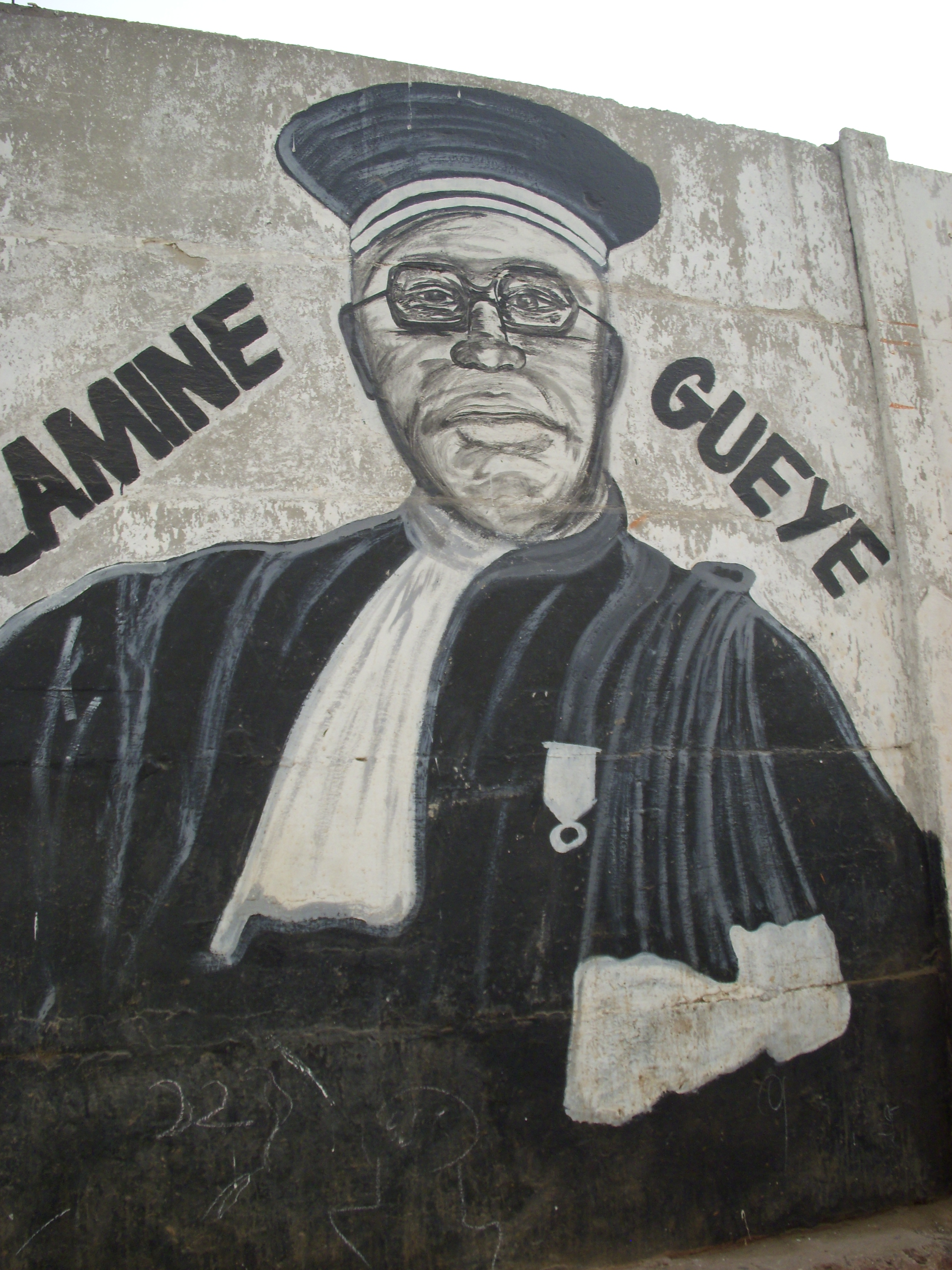
Amadou Lamine-Guèye

Citoyen français car natif de Gorée, l'une des « quatre communes », Blaise Diagne est le premier député africain élu à l'Assemblée nationale française en 1914. Lors du déclenchement de la Première Guerre mondiale, il est nommé Commissaire de la République de l’ouest africain et chargé de la conscription des tirailleurs/ Des troupes noires avaient déjà été enrôlées auparavant, mais ce conflit nécessite un effort particulier et la démarche consiste à faire de cet enrôlement « une affaire purement indigène ». Au sein de l'AOF, c’est le Sénégal qui semble avoir effectué l’effort de guerre le plus important, avec 1,7 % de la population, soit plus de 20 000 hommes. Blaise Diagne deviendra aussi sous-secrétaire d'État aux colonies du cabinet Laval.
En 1919, certains troubles agitent Dakar. Le tirailleur Cheikou Cissé, né au Soudan et blessé pendant la guerre, est condamné à la peine de déportation perpétuelle par le conseil de guerre de Dakar, et envoyé au bagne de Nouvelle-Calédonie. Mort en 1933, il a fait l'objet d'une lutte de la part des milieux anticolonialistes français (dont le Secours rouge international et la SFIC communiste).
Député en 1945, le magistrat Lamine Guèye (1891-1968) donne son nom à la loi Lamine Guèye du 25 avril 1946, plus tard intégrée à la Constitution de la Quatrième République, « étendant la citoyenneté française aux indigènes des colonies françaises ».
Cette assimilation est généralement présentée comme une utopie ou un mythe.

### Épopée de l'aviation (c. 1911)
C'est à Bambey qu'est aménagée la première base aérienne de l'AOF, à proximité de la ligne de chemin de fer Thiès-Kayes. Le 13 juin 1911 le premier avion – construit par Henri Farman – survole la région et sidère ses habitants.
Mais c'est surtout entre les deux guerres que le Sénégal, du fait de sa position géographique avancée, est associé à plusieurs grandes pages de l'histoire de l'aéronautique. En 1925 Jean Mermoz vole sur la ligne Casablanca-Dakar. En 1926 Saint-Exupéry effectue du transport de courrier sur des vols entre Toulouse et Dakar pour le compte de la compagnie Latécoère (future Aéropostale), une expérience qu'il relate dans son roman Courrier sud. Le 10 mai 1927 Mermoz inaugure la ligne Toulouse-Saint-Louis sans escale. Le 16 janvier 1933 il relie Dakar à Natal (Brésil) à une vitesse moyenne de 227 km/h. Le 7 décembre 1936 il quitte Dakar à bord de La Croix du Sud, puis s'abîme en mer.

### Batailles du rail (c. 1920)
Les ouvriers du chemin de fer Dakar-Saint-Louis (1883) se mettent en grève en 1920. Une nouvelle grève des cheminots éclate en 1926. Les employés de la Poste prennent la relève l'année suivante. En 1935-37, de nouvelles grèves éclatent à Dakar. Le 20 mars 1937, des décrets du Front populaire autorisent la création de syndicats noirs en AOF et leur confèrent le droit de négocier des conventions collectives.
À la même époque, l'expansion importante de la culture de l'arachide se fait sous un mode de monoculture, dans le sillage de celle des compagnies du chemin de fer, détenues par des Européens, tout comme les huileries, dont la plus importante est détenue par le Danois Viggo Qvistgaard-Petersen.
Le 11 octobre 1947, des cheminots maliens et sénégalais du Chemin de fer de Dakar au Niger se mettent en grève afin d’obtenir les mêmes droits que les cheminots français. Cette grève, qui va durer plusieurs mois, est relatée par Ousmane Sembène dans son roman Les Bouts de bois de Dieu publié en 1960. En 1949, un Syndicat autonome des cheminots de l’AOF est créé, par sécession d'avec la CGT.

### Seconde Guerre mondiale (1940-1945)

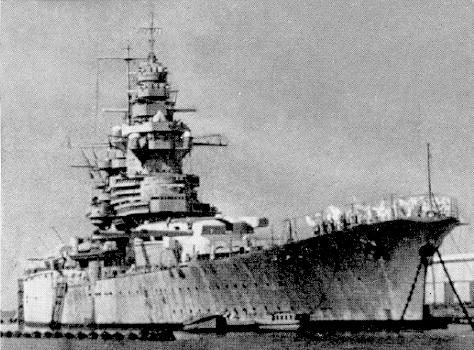
Le cuirassé français Richelieu, impliqué dans la bataille de Dakar

Trois mois après l’appel lancé par le Général de Gaulle le 18 juin 1940 et la déclaration de Pétain du 22 juin, le contrôle politique et militaire de l'AOF constitue un véritable enjeu. Un affrontement naval au large de Dakar, connu sous le nom de bataille de Dakar ou « opération Menace », oppose du 23 au 25 septembre 1940 de Gaulle et les Alliés d'une part et les forces restées fidèles au gouvernement de Vichy, dirigées par le gouverneur-général Boisson, d'autre part. C’est un échec cuisant pour les forces franco-britanniques. L'AOF, où la plupart des entreprises sont détenues par des Européens, comme les huileries d'arachide détenues par le Danois Viggo Qvistgaard-Petersen, obtiennent un traitement de faveur du Régime de Vichy sur le plan commercial mais finissent par se rallier à de Gaulle en novembre 1942, après le débarquement des Alliés en Afrique du Nord.
Les Sénégalais font l'objet de multiples formes de discrimination raciale, car le régime de Vichy affirme clairement le principe de supériorité de la race blanche. En outre leur niveau de vie se détériore en raison des confiscations et de l'arrêt des importations françaises.

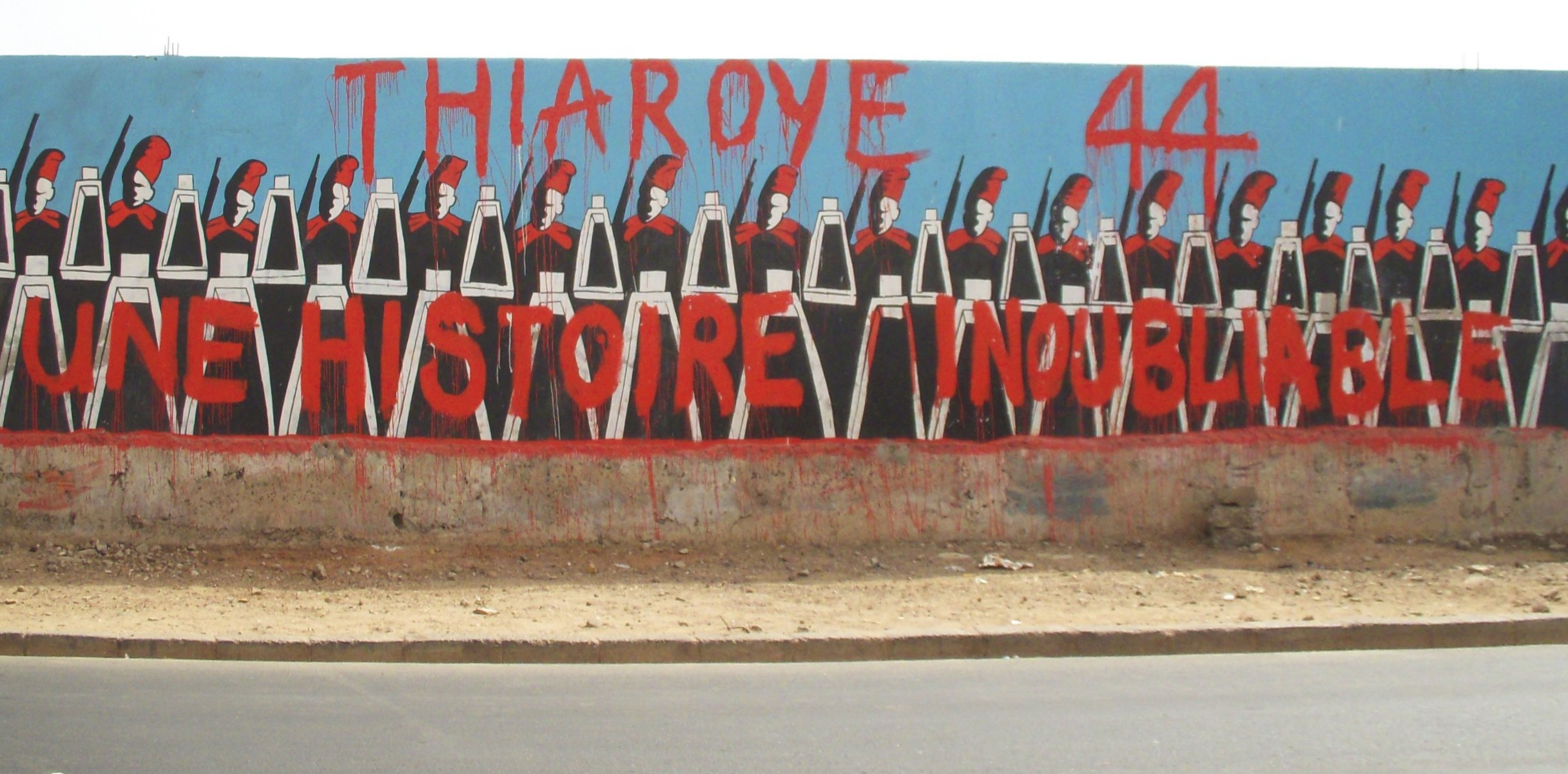
Fresque à Dakar, commémorant le massacre de Thiaroye en 1944

Pendant toute la guerre, le Sénégal fournit des tirailleurs à l'armée française. Sur les 63 000 engagés en France en 1940, 24 000 sont morts ou portés disparus au moment de l'Armistice. Ceux qui reviennent du front ont du mal à se réinsérer dans la société africaine et n'obtiennent pas la reconnaissance qu'ils espéraient. Le 30 novembre 1944, des tirailleurs se mutinent à Thiaroye, réclamant l’égalité de solde et de prime de démobilisation avec les soldats français. La répression fait 35 morts et de nombreux blessés. Cette page tragique a été portée à l'écran par le réalisateur Ousmane Sembène dans Camp de Thiaroye, un long métrage de 1988.
En Casamance, la prêtresse charismatique Aline Sitoé Diatta incarne la résistance contre la domination coloniale et milite pour le refus de contribuer à l'effort de guerre exigé, mais elle est arrêtée et déportée en 1942.
Créé initialement en 1939, juste avant la Seconde Guerre mondiale, de fait le franc CFA naît officiellement le 26 décembre 1945, jour où la France ratifie les accords de Bretton Woods et procède à sa première déclaration de parité au Fonds monétaire international (FMI). Il signifie alors « franc des colonies françaises d'Afrique ».

## Vers l'indépendance (1945-1958)

Drapeau de la Fédération du Mali (1959-1960) - Masque Kanaga

L'éphémère Fédération du Mali

La Seconde Guerre mondiale contribue à une prise de conscience qui ouvre la voie à une autonomie progressive des colonies, puis aux indépendances. L’Empire colonial français cède d’abord la place à l’Union française en 1946 qui confère au Sénégal un statut de territoire d'outre-mer. Le régime de indigénat (1874-1947) prend fin. Ces avancées sont pourtant jugées insuffisantes et la montée de l’anticolonialisme dans de nombreux pays aboutit au vote de la loi-cadre du 23 juin 1956 qui permet au gouvernement de modifier le statut de ces territoires. Comme d’autres, le Sénégal conquiert une autonomie accrue, ainsi que le suffrage universel pour les hommes et les femmes.
En 1958, après son retour dans l’arène politique à la suite du putsch d’Alger, le général de Gaulle propose un projet de constitution soumis à un référendum dans tous les États africains. Lors du référendum constitutionnel du 28 septembre 1958, 97,2 % des Sénégalais optent pour le statut d'État membre dans le cadre de la Communauté et le pays se dote d'une constitution proche du modèle français.

## Depuis l'indépendance (1960-présent)

### Fédération du Mali (1960-1962)
- Fédération du Mali

Soucieux de préserver l’unité régionale, la République soudanaise (actuel Mali) et le Sénégal fusionnent en avril 1959 pour former la Fédération du Mali, qui devient complètement indépendante le 20 juin 1960 et dont la capitale est Dakar. Cette indépendance est la conséquence des transferts de pouvoirs convenus dans l'accord signé en France le 4 avril 1960. Un déséquilibre économique et des rivalités personnelles provoquent le démembrement de la fédération le 20 août 1960.
Le Sénégal et le Mali déclarent leur indépendance et entrent séparément à l’ONU le 28 septembre 1960.
Le Sénégal adopte un régime parlementaire. Mamadou Dia est le Président du Conseil. Léopold Sédar Senghor, alors poète de renommée mondiale, est lui président de la République. Pour rappel, ils avaient fondés ensemble l’Union progressiste sénégalaise (UPS).

### Crise politique sénégalaise de décembre (1962)

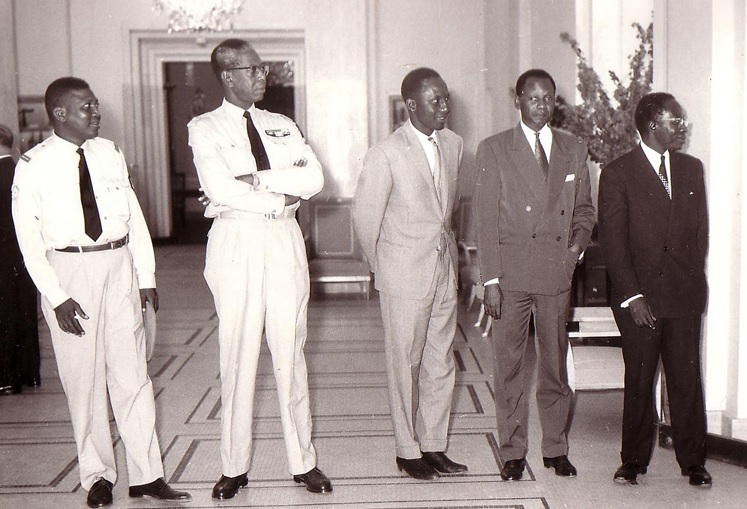
24 novembre 1960 - Réception au Palais de la République du Sénégal - (de gauche à droite) x, Général Fall, Valdiodio N'diaye, Mamadou Dia, Léopold Sédar Senghor

- Crise politique de 1962 au Sénégal

Alors que le Président du Conseil des ministres, Mamadou Dia, incarne le sommet de l’État dans un système parlementaire bicéphale de type quatrième République (la politique économique et intérieure pour lui, la politique extérieure pour Senghor), ses relations avec le Président de la République s’enveniment peu à peu. Dia milite pour une rupture plus nette avec la France et prépare une sortie planifiée de l'économie arachidière. Cette volonté, exprimée déjà en 1961 dans un ouvrage, heurte les intérêts français et inquiète les puissants marabouts qui interviennent dans le marché de l’arachide et ont profité de l'expansion importante de la culture de l'arachide dans les années 1940 et 1950.
Dans un discours sur « les politiques de développement et les diverses voies africaines du socialisme » prononcé le 8 décembre 1962 à Dakar, le Président du Conseil Mamadou Dia prône le « rejet révolutionnaire des anciennes structures » et une « mutation totale qui substitue à la société coloniale et à l’économie de traite une société libre et une économie de développement ». Cette déclaration, à caractère souverainiste, motive Senghor à demander à ses amis députés de déposer une motion de censure contre le gouvernement.
Jugeant cette motion irrecevable, Mamadou Dia tente d'empêcher son examen par l'Assemblée nationale au profit du Conseil national du parti, en faisant évacuer la chambre le 17 décembre et en faisant empêcher son accès par la gendarmerie. Malgré ce qui est qualifié de « tentative de coup d'État » et l'arrestation de quatre députés, la motion est votée dans l'après-midi au domicile du président de l’Assemblée nationale, Lamine Guèye.
Mamadou Dia est arrêté le lendemain par un détachement de paras-commandos, avec quatre autres ministres, Valdiodio N'diaye, Ibrahima Sar, Joseph Mbaye et Alioune Tall. Ils sont traduits devant la Haute Cour de justice du Sénégal du 9 au 13 mai 1963 ; alors que le procureur général ne requiert aucune peine, ils sont condamnés à 20 ans d’emprisonnement au centre spécial de détention de Kédougou (Sénégal oriental).
Le procureur général de l'époque, Ousmane Camara, revient sur le déroulement du procès dans une autobiographie publiée en 2010 : « Je sais que cette haute cour de justice, par essence et par sa composition, (ndlr : on y retrouve des députés ayant voté la motion de censure), a déjà prononcé sa sentence, avant même l’ouverture du procès (...) La participation de magistrats que sont le Président (Ousmane Goundiam), le juge d’instruction (Abdoulaye Diop) et le procureur général ne sert qu’à couvrir du manteau de la légalité une exécution sommaire déjà programmée ».
Lors de leur incarcération, des personnalités comme Jean-Paul Sartre, le pape Jean XXIII ou encore François Mitterrand demandent leur libération. Mais Senghor reste sourd jusqu'en mars 1974, année à laquelle il décide de les gracier et de les libérer. Ils sont amnistiés en avril 1976, un mois avant le rétablissement du multipartisme au Sénégal. Parmi leurs avocats durant cette période, on compte Abdoulaye Wade et Robert Badinter.
Aujourd'hui encore cet épisode dramatique de l'Histoire du Sénégal reste un sujet délicat car beaucoup considèrent cet événement comme la première véritable dérive politicienne du régime Senghorien, dans un pays qui passait alors pour un modèle de démocratie.

### Hégémonie du Parti socialiste (1963)

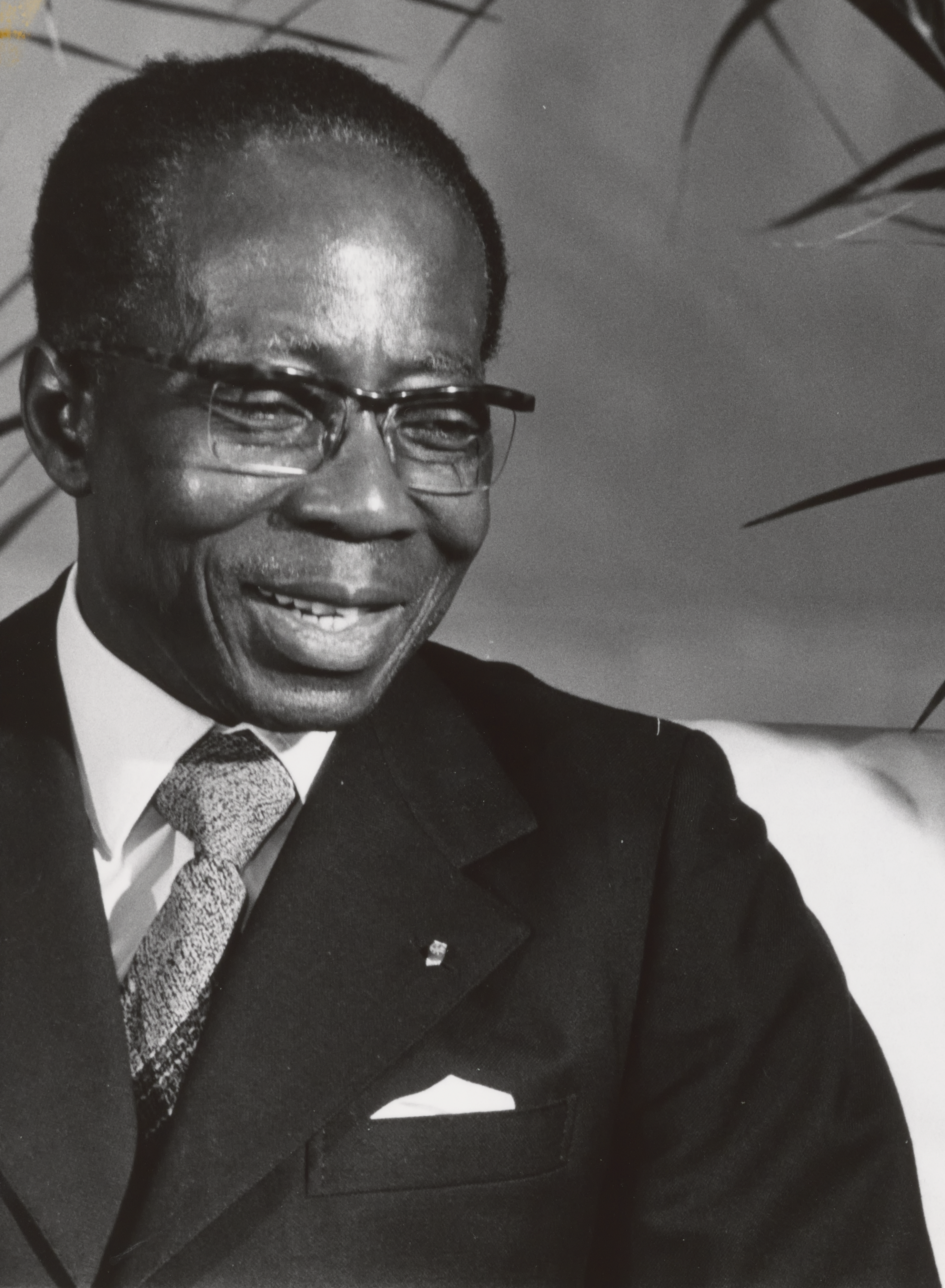
Léopold Sédar Senghor (1906-2001)

Le 7 mars 1963 une nouvelle constitution est adoptée par référendum, instaurant un régime présidentiel qui attribue tous les pouvoirs au chef de l’État et fait la part belle à l’UPS, le parti dominant, voire unique.
Le Sénégal s’engage peu à peu dans la voie de l’économie mixte et joue un rôle significatif dans le domaine diplomatique, notamment en négociant avec l’Afrique du Sud. Organisé à Dakar en 1966 à l'initiative du chef de l'État de l'époque, le président Senghor, le premier Festival mondial des arts nègres affirme pour la première fois la négritude de façon solennelle et festive.
Le 14 juin 1966, l'UPS – le parti du pouvoir – fusionne avec le Parti du rassemblement africain (PRA), alors seul parti d'opposition légal. Une nouvelle révision de la constitution est effectuée le 20 juin 1967.
Senghor est réélu le 25 février 1968 (personne ne s'était présenté contre lui). La situation est similaire pour les élections législatives où seul une liste se présente, celle de l’UPS. Néanmoins, la situation économique est mauvaise et des troubles sociaux éclatent, notamment à l’Université, sans rapport avec les événements de mai 68 en France. Un mot d’ordre de grève générale est même lancé, mais le gouvernement parvient à enrayer le mouvement. Les étudiants se remettent en grève en avril-juin 1969. L'état d'urgence est proclamé le 11 juin et Senghor prend conscience de la nécessité de démocratiser le pays. La révision constitutionnelle du 26 février 1970 met en place un régime présidentiel plus modéré et crée un poste de Premier ministre qui est confié à Abdou Diouf (1935-). La sécheresse de 1972 provoque de nouveaux troubles sociaux, et l’agitation augmente fortement dans les milieux scolaire et universitaire. Cependant, Senghor remporte l’élection présidentiel du 28 janvier 1973 avec 97 % des suffrages et Abdou Diouf reste Premier ministre. En juillet 1974 la fondation du Parti démocratique sénégalais (PDS) est autorisé. Son dirigeant est Abdoulaye Wade. De plus, plusieurs prisonniers politiques, dont Majhemout Diop, sont libérés.
La révision constitutionnelle de 1976 n'autorise que trois partis politiques, nécessairement rattachés à l’une des trois idéologies suivantes : démocratie libérale, démocratie socialiste, communisme ou marxisme-léninisme, et désigne le Premier ministre comme successeur du Président en cas de défection de celui-ci. Les autres partis existants luttent pour obtenir leur reconnaissance officielle. Le 26 février 1978 Senghor est réélu pour la cinquième fois avec 82,5 % des voix. Son parti, l’UPS qui après son adhésion à l’Internationale socialiste est devenu le Parti socialiste (PS), l’emporte avec un score comparable devant le Parti démocratique sénégalais (PDS) de Abdoulaye Wade. Le troisième parti, le Parti africain de l'indépendance (PAI), conduit par Majhemout Diop, n’obtient aucun siège à l’Assemblée nationale. Abdou Diouf demeure premier ministre.
La Constitution est modifiée une sixième fois le 28 décembre 1978. Aux côtés du français, langue officielle, six langues nationales sont désormais reconnues : le diola, le malinké, le poular, le sérère, le soninké et le wolof. Un quatrième parti politique est autorisé. le Mouvement républicain sénégalais (MRS) de Boubacar Guèye incarne alors le courant conservateur.

### Vers le pluralisme et la démocratie, Confédération de Sénégambie (c. 1980)

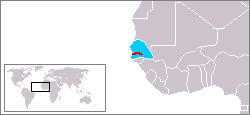
Sénégal
Gambie

- Confédération de Sénégambie

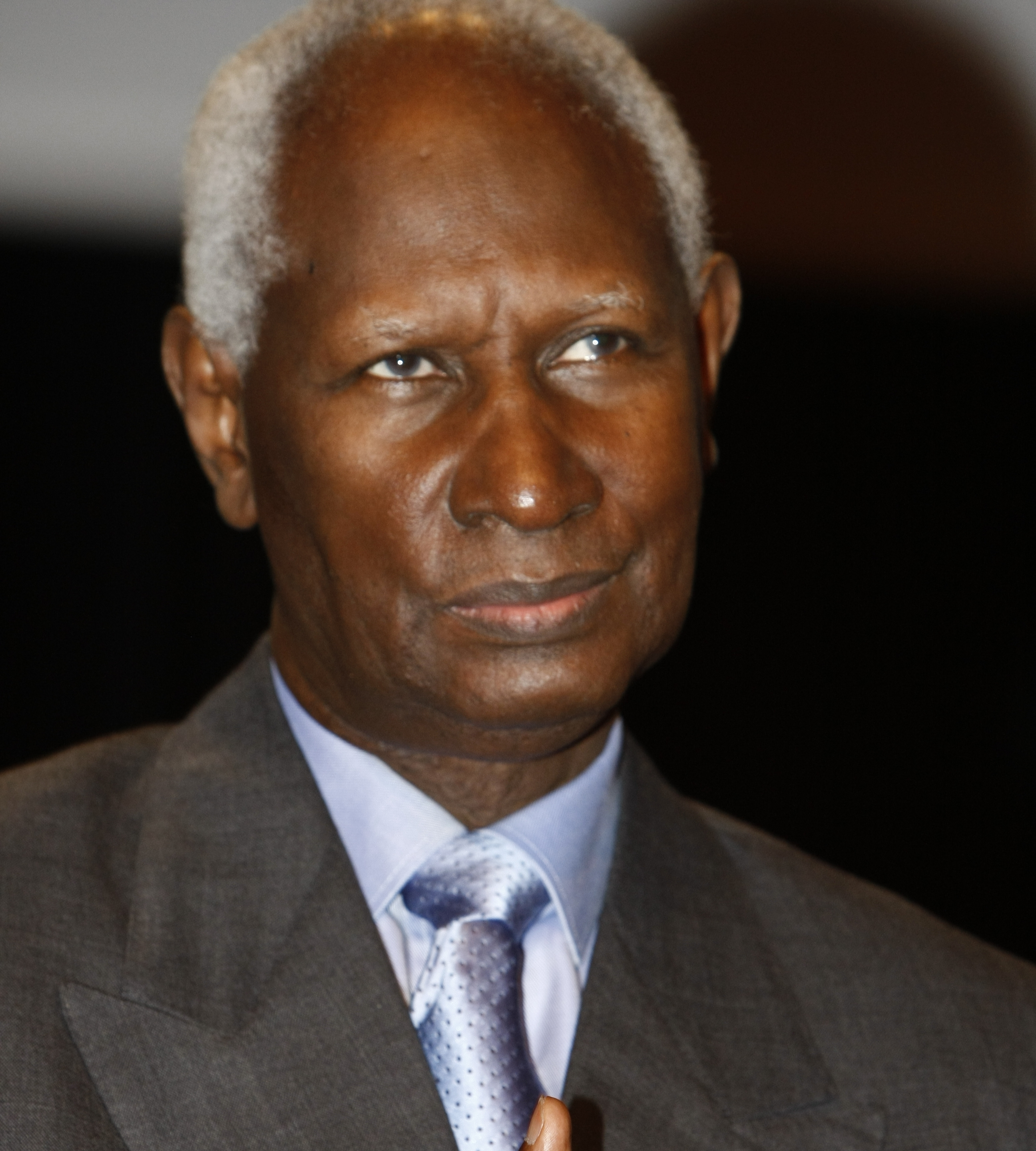
Abdou Diouf

En décembre 1980 Senghor annonce sa démission et, conformément à la Constitution, désigne comme son successeur Abdou Diouf (1935-) qu’il a préparé à cette fonction de longue date. Le caractère exceptionnel – en Afrique, voire dans le monde – d’un retrait volontaire en cours de mandat présidentiel a été maintes fois souligné. Habib Thiam est nommé Premier ministre.
De fait cet héritage n’est pas de tout repos. Un incident dans une école de Ziguinchor dégénère et l’agitation gagne les milieux de l’enseignement dans tout le pays. Par ailleurs la situation économique est particulièrement critique, en raison de phénomènes naturels, de la conjoncture internationale, mais aussi d’erreurs de gestion imputables au gouvernement.
Abdou Diouf prend ses fonctions le 1er janvier 1981 et promet le pluralisme politique et la consolidation de l’ouverture démocratique. Dès le mois d’avril, la limitation du nombre des partis est abrogée. Le Code électoral est aussi remanié. Un scrutin mixte est adopté pour les législatives et le nombre de députés passe de 100 à 120.
Abdou Diouf réduit aussi les interventions du gouvernement dans l’économie et élargit les engagements diplomatiques du Sénégal, en particulier avec les autres pays en développement.
Lorsque le Président gambien Dawda Jawara est victime d'un putsch le 30 juillet 1981, l'armée sénégalaise se porte à son secours et rétablit la situation en quelques jours. En décembre de la même année, Abdou Diouf signe avec Dawda Jawara un traité constituant la Confédération de Sénégambie, une union avec la Gambie dont le principe était posé depuis l’indépendance. Mais son application est suspendue en septembre  1989.
Lui-même sera réélu en 1983, 1988 et 1993, même si son score s’effrite à chaque consultation, passant de 84 à 73, puis à 58 % des suffrages. D'abord perçu comme un héritier, Abdou Diouf joue pleinement son rôle. Musulman, alors que son prédécesseur était catholique, il bénéficie du soutien des puissantes confréries.
D'abord reconduit le 27 février 1983, Abdou Diouf supprime quelques semaines plus tard le poste de Premier ministre. L'agitation estudiantine reprend en février 1987.
Lors de l’élection présidentielle du 28 février 1988  Abdou Diouf est encore réélu à une large majorité et le même jour le Parti socialiste remporte également les élections législatives. La régularité de ces consultations électorales est mise en doute par l’opposition et des émeutes éclatent dès le lendemain. L’état d'urgence est proclamé et Abdoulaye Wade, président du PDS, est emprisonné.
Le 7 avril 1991 le poste de Premier ministre est rétabli et Habib Thiam revient aux commandes.
Un nouveau code électoral est adopté le 20 novembre 1991.
Lors de la création d’un gouvernement d’union nationale en 1991, Abdou Diouf associe son rival Abdoulaye Wade à l’exercice du pouvoir, ce qui lui permet de remporter l'élection présidentielle du 21 février 1993. Le Parti socialiste enlève 84 sièges sur 120 lors des élections législatives du 9 mai 1993. La bipolarisation de la vie politique sénégalaise se confirme.
Le lendemain de la publication officielle des résultats, soit le 15 mai 1993, Me Babacar Sèye, vice-président du Conseil constitutionnel et ancien maire de Saint-Louis, est assassiné dans des conditions mystérieuses qui laissent planer aujourd'hui encore des doutes sur les éventuels commanditaires d'un tel forfait.
Certains parlent alors du Sénégal comme d'une « semi-démocratie ». D'autres, comme l'historien Mamadou Diouf, pensent que le modèle sénégalais, souvent érigé en « parangon de la démocratie », a en réalité échoué : le gouvernement n'a pas su contrôler l'évolution politique et sociale du pays, empêcher les violences commises contre la population mauritanienne ni mettre un terme à la guerre civile en Casamance.
Le franc CFA est dévalué de 50 % le 12 janvier 1994. Des émeutes éclatent à l'université de Dakar, à tel point que l'année 1993-94 est finalement annulée.
Cependant la décentralisation fait un grand pas lorsque sont adoptés le 1er février 1996 les principaux textes sur la régionalisation et le transfert de compétences aux différentes collectivités territoriales et à leurs organes. Les élections régionales, municipales et rurales des 24 et 29 novembre 1996 se soldent par une large victoire du Parti socialiste qui obtient aussi la majorité absolue aux élections législatives du 24 mai 1998. Une alternance politique ne semble guère envisageable alors.
Lorsqu'en juin 1998 un soulèvement militaire plonge la Guinée-Bissau dans la guerre civile, des troupes sénégalaises y sont envoyées en renfort, ce qui n'empêchera pas son Président d'être renversé l'année suivante.

### Conflit en Casamance (1982-2014)
- conflit en Casamance

Peu enclins à la soumission, les Casamançais, le plus souvent d'origine diola, ont déjà résisté à l'islamisation, à l'esclavagisme et aux tentatives de mainmise de l'administration coloniale française. Or la promesse d'autonomie prêtée au président Senghor dans les années 1960 tarde à se concrétiser et la région, surnommée le « grenier du Sénégal », se sent plus que jamais pénalisée par son enclavement naturel – à la fois exploitée et négligée par le pouvoir central. Les tensions latentes éclatent au grand jour après le retrait de Senghor (sérère et catholique) en 1981. Un premier incident se produit lors d'une manifestation indépendantiste à Ziguinchor le 26 décembre 1982, puis un autre, plus grave, le 6 décembre 1983, qui se solde par la mort de trois gendarmes et plusieurs blessés.

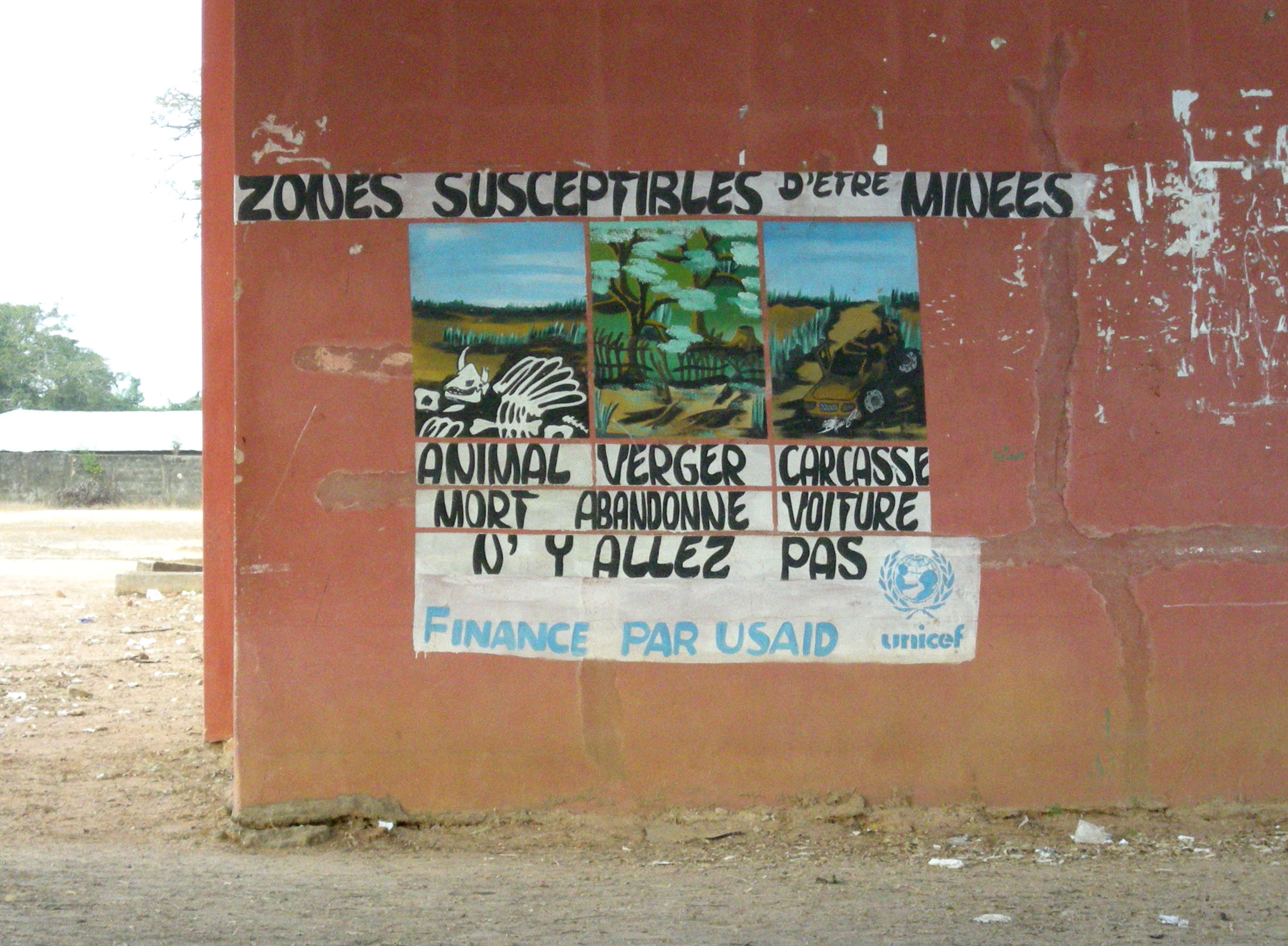
Mise en garde contre les mines antipersonnel à Oussouye

Des affrontements entre un groupe séparatiste, le Mouvement des forces démocratiques de Casamance (MFDC), installé dans le sud de la Casamance, et les forces gouvernementales se succèdent alors pendant une vingtaine d'années, faisant plusieurs centaines de victimes au total. Des milliers de mines antipersonnel sont aussi enfouies dans le sol, entraînant l'exode des populations et l'arrêt brutal du tourisme qui avait pourtant connu un essor remarquable dans les années 1970.
Après l'échec de plusieurs cessez-le-feu en 1991, 1993 et 1999, un nouvel accord est signé à Ziguinchor le 30 décembre 2004 entre le ministre de l'Intérieur Ousmane Ngom et l'abbé Augustin Diamacoune Senghor, chef du MFDC. Celui-ci meurt deux ans plus tard, tandis que les factions rebelles continuent de s'entre-déchirer.
Dans l'intervalle le déminage et la reconstruction de la région se poursuivent et les touristes y reviennent peu à peu, mais des incidents ou des accidents continuent de se produire ponctuellement.

### Conflit sénégalo-mauritanien|crise entre le Sénégal et la Mauritanie (1989-1991)
- crise entre le Sénégal et la Mauritanie

Entre 1989 et 1991 les deux pays riverains du fleuve Sénégal sont impliqués dans un conflit qui puise notamment ses sources dans un affrontement ethnique de longue date, une économie régionale perturbée par la construction des barrages de l'OMVS: barrage de Diama et barrage de Manantali et des années de sécheresse, ainsi que des conflits d'intérêts entre agriculteurs et éleveurs nomades.
Les premiers incidents frontaliers significatifs éclatent en avril mai-juin 1989. Peu après les commerçants mauritaniens de Dakar sont pillés et les Sénégalais de Nouakchott subissent de graves violences. Les deux pays décident de rapatrier leurs ressortissants.
Cette crise se solde par la rupture des relations diplomatiques entre le Sénégal et la Mauritanie qui ne seront renouées que le 3 avril 1992, des dizaines de milliers de victimes dans les deux pays, des milliers de réfugiés de part et d'autre, dont beaucoup attendent encore leur retour, sans parler des répercussions non négligeables sur la politique intérieure sénégalaise. Elle marque durablement les relations entre les différentes communautés.

### Débuts duXXIesiècle(années 2000)

#### 2002-2012: présidence Abdoulaye Wade
Porté par son slogan sopi (changement en wolof), l'opposant de longue date Abdoulaye Wade (1926), chef de file du Parti démocratique sénégalais, remporte l'élection présidentielle du 19 mars 2000, avec 58,5 % des suffrages au second tour, devant le président sortant Abdou Diouf. Le 9 décembre 2000 le Sénat et le Conseil économique et social sont supprimés.
En 2001 une nouvelle constitution réduit le mandat présidentiel de 7 à 5 ans. L'Assemblée nationale – au sein de laquelle le Parti socialiste est majoritaire – est dissoute le 5 février 2001. 25 formations politiques sont autorisées à participer aux élections législatives anticipées. Pour la première fois au Sénégal, un parti écologiste, Les Verts, entre en lice dans une consultation électorale, mais n'obtient aucun siège.
À la suite de la démission de Moustapha Niasse, la juriste Mame Madior Boye est la première femme à occuper les fonctions de Premier ministre dans le pays, du 3 mars 2001 au 4 novembre 2002. Les élections législatives du 12 mai 2001 voient la victoire de la coalition Sopi proche du président Wade, ce qui permet à 9 nouveaux ministres d'entrer au gouvernement, renforçant ainsi le poids du PDS. Quelques jours plus tard, 10 partis d'opposition s'unissent pour créer un « Cadre permanent de concertation » (CPC). Le 25 août 2001 25 partis créent cette fois une structure de soutien à l'action du président Wade : « Convergence des actions autour du Président en perspective du 21e siècle » (CPC). Le 15 février 2002 la création d'une Commission électorale nationale autonome (CENA) est décidée, en remplacement de l'Observatoire national des élections (ONEL). Elle prendra ses fonctions en 2005.

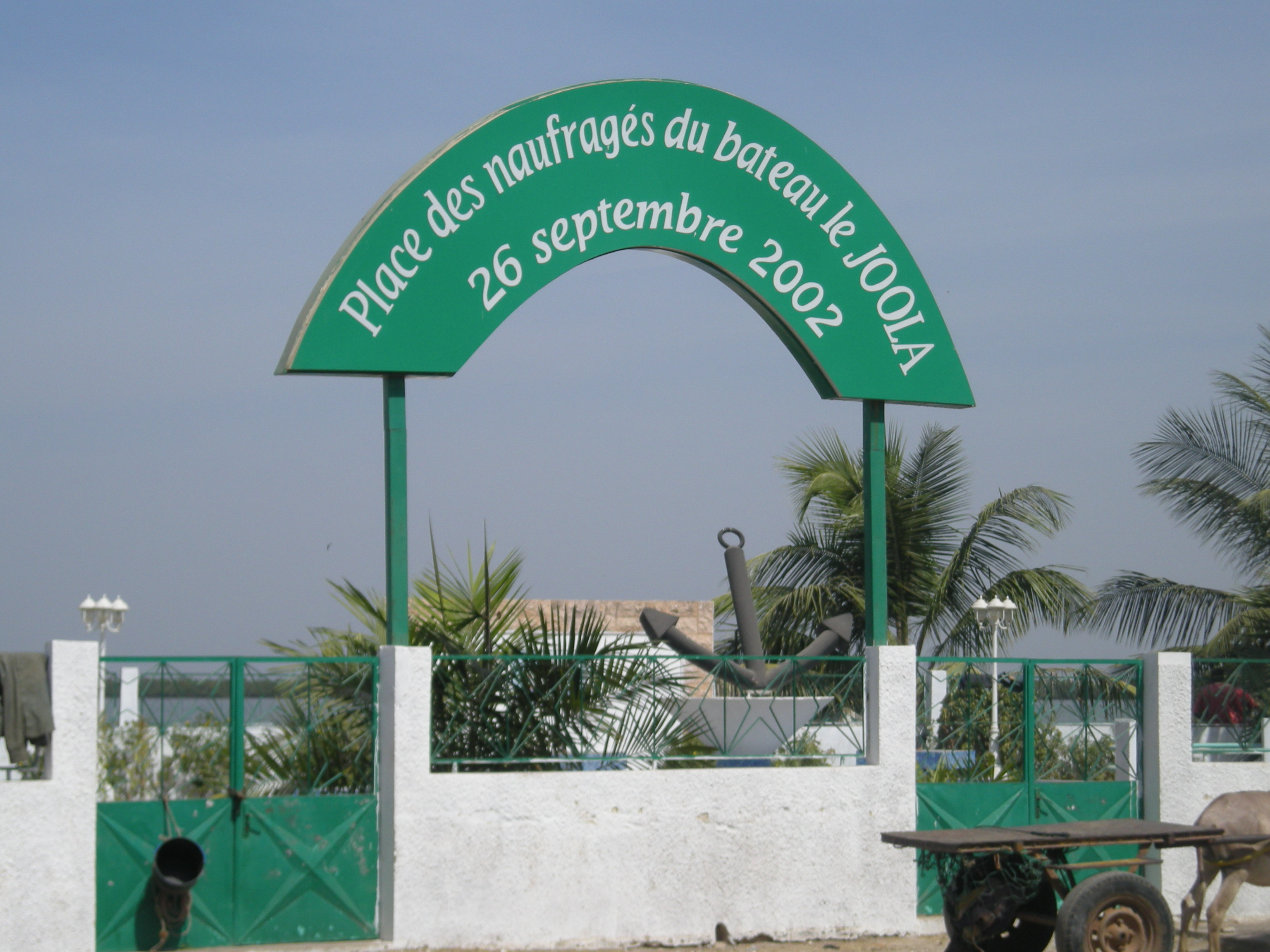
Monument dédié aux victimes du Joola à Ziguinchor

Le 26 septembre 2002 le Sénégal vit une tragédie nationale avec le naufrage du Joola, le ferry qui reliait Dakar à Ziguinchor en Casamance. Plus de 1 800 passagers y perdent la vie. Les négligences constatées suscitent une forte rancœur à l’égard des pouvoirs publics. La région, déjà affectée par son enclavement, perd sa liaison maritime pendant trois ans et l'île de Carabane, ancienne escale, ne peut plus compter que sur les pirogues.
Ce drame n'est pas sans conséquences sur la carrière de Mame Madior Boye qui est remplacée par Idrissa Seck, maire de Thiès et numéro deux du Parti démocratique sénégalais (PDS). Seck sera Premier ministre du 4 novembre 2002 au 21 avril 2004. Son ministre de l'Intérieur Macky Sall lui succède lorsqu'il tombe en disgrâce en raison de ses responsabilités dans la gestion des chantiers de Thiès et peut-être de ses ambitions nationales.
Abdoulaye Wade est facilement réélu lors de l’élection présidentielle de 2007, et malgré le mot d'ordre de boycott de l'opposition lors des élections législatives consécutives, il dispose d’une majorité écrasante à l'Assemblée nationale et au Sénat, rétabli en début d'année.

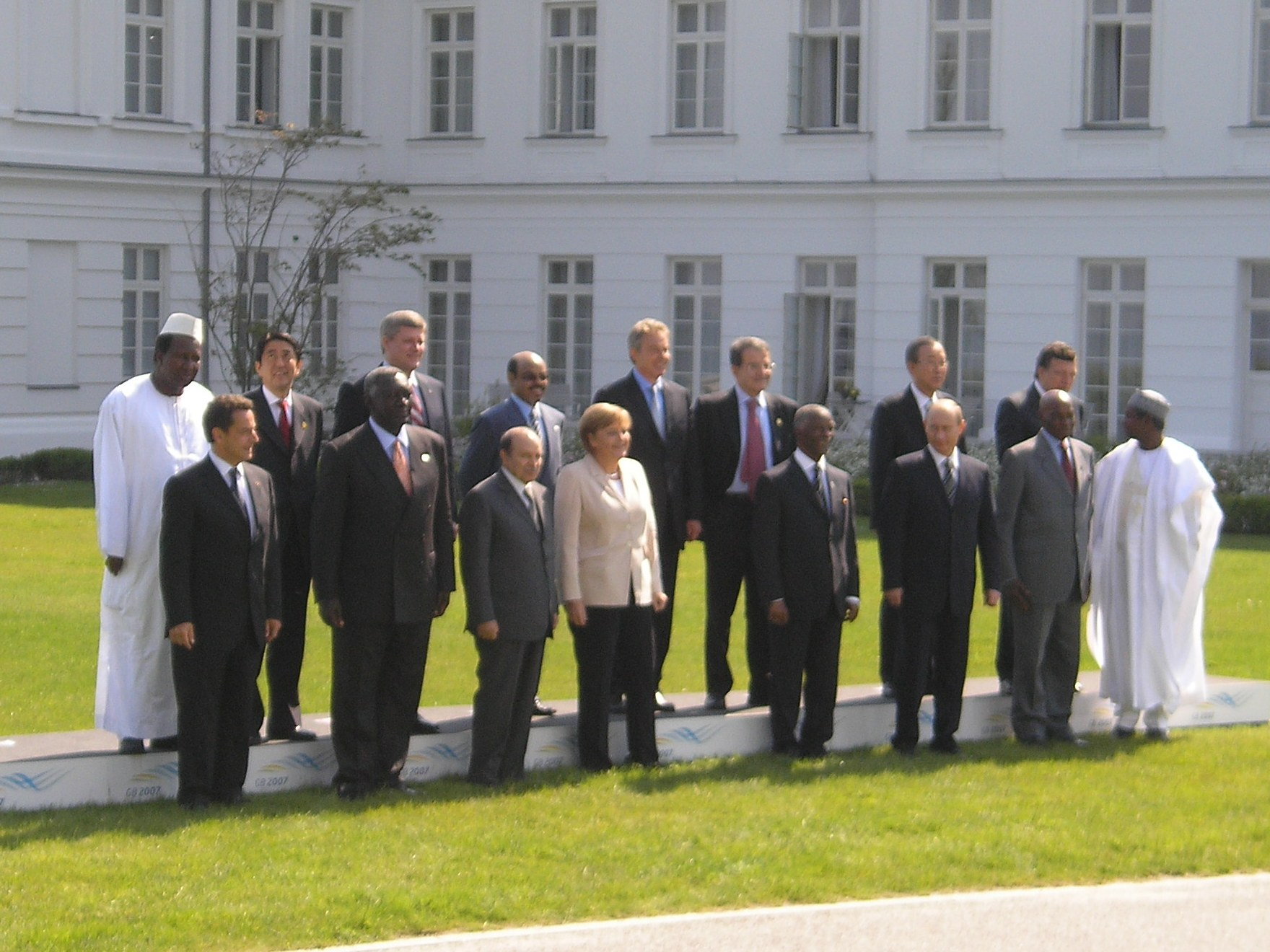
Le président Wade (au premier rang, deuxième à partir de la droite) au sommet du G8 en 2007

Le Président mène une politique libérale ouvertement revendiquée qui donne certains résultats. En effet le Sénégal devient une terre d’élection pour les investisseurs d’Europe, mais aussi des émirats du Golfe – c'est le cas de Dubaï Ports World qui enlève l’exploitation du port de Dakar –, du Brésil, de Chine, d’Iran ou d’Inde – par exemple avec le géant mondial de la sidérurgie, ArcelorMittal. Abdoulaye Wade appelle également à la création d’États-Unis d’Afrique et de  grands travaux d’infrastructures ont été lancés en vue du 11e sommet de l’Organisation de la coopération islamique (OCI) qui s’est tenu à Dakar en mars 2008.
Mais la politique gouvernementale essuie aussi des revers, comme l’inexorable recul du secteur agricole (arachide, coton…), l’effondrement de l’industrie chimique en 2006, le développement insuffisant du secteur tertiaire ou l’engorgement persistant de la capitale. Le pays reste très dépendant de l’aide extérieure, notamment des subsides envoyés par l’importante diaspora sénégalaise. Le ralentissement de la croissance et un taux de chômage élevé poussent bien des jeunes Sénégalais à l’émigration, parfois au péril de leur vie. L’augmentation du coût de la vie, notamment liée à la hausse des cours du pétrole, suscite des manifestations de rue en novembre 2007.
Beaucoup dénoncent aussi une dérive autoritaire du pouvoir, – guère tempérée par un Premier ministre généralement présenté avant tout comme un technocrate, Cheikh Hadjibou Soumaré –, et qui laisse une marge de manœuvre réduite à l’opposition, ainsi qu’aux médias, pour la plupart solidaires de l’action présidentielle. La question de la future succession d’Abdoulaye Wade, réélu à 80 ans, apparaît en filigrane dans le débat politique actuel, alimenté notamment par les spéculations sur les intentions de son fils Karim Wade.
Lors des élections locales du 22 mars 2009, le PDS, parti au pouvoir, essuie un sérieux revers dans la plupart des grandes villes dont Dakar convoité par Karim Wade, au profit de la coalition d'opposition Bennoo Siggil Senegaal. Après la démission de Cheikh Hadjibou Soumaré le 30 avril 2009, Souleymane Ndéné Ndiaye est nommé Premier ministre.

#### Présidence Macky Sall (2012-2024)
Macky Sall (1961-) succède à Abdoulaye Wade en 2012, et est réélu pour un deuxième mandat présidentiel en 2019. À propos de cette réélection présidentielle en 2019, Elena Valenciano, députée européenne participant à une mission d'observation du scrutin, où deux des principaux concurrents du vainqueur ont été déclarés inéligibles, a salué « la maturité démocratique du peuple sénégalais » évoquant « un scrutin calme et transparent, avec une forte mobilisation des électeurs, malgré un blocage du dialogue politique et un manque de confiance entre opposition et majorité ». Quant à Macky Sall, dans son discours d'investiture le 2 avril 2019, il met l'accent sur le bilan économique de son premier mandat, et promet « stabilité et continuité » pour son deuxième mandat.

#### Présidence Bassirou Diomaye Faye (2024-)
Bassirou Diomaye Faye, élu président le 2 avril 2024, devient à 44 ans le plus jeune président de l'histoire du Sénégal.

### Retrait des formateurs militaires français du Sénégal
En juillet 2025, la France met fin à plus de six décennies de présence militaire dans le pays, en achevant de rétrocéder à l'armée sénégalaise les six bases dont elles disposaient. Depuis l'indépendance en 1960, un accord de coopération prévoyait l'appui à la construction de l'armée sénégalaise et la défense du Sénégal en cas d’agression extérieure. À partir de 2011, la mission de l'armée française avait ensuite évolué vers un rôle de formation.
Longtemps demandé par la gauche sénégalaise, et promesse de campagne du Pastef, actuellement au pouvoir, ce départ des forces françaises est entamé en 2023. Il ne met toutefois pas fin à la coopération entre les deux pays. Les militaires sénégalais continueront à bénéficier de formations par l'armée française, mais celles-ci seront dispensées à Paris en fonction des demande.

## Galerie de personnalités politiques
Président de la république du Sénégal :

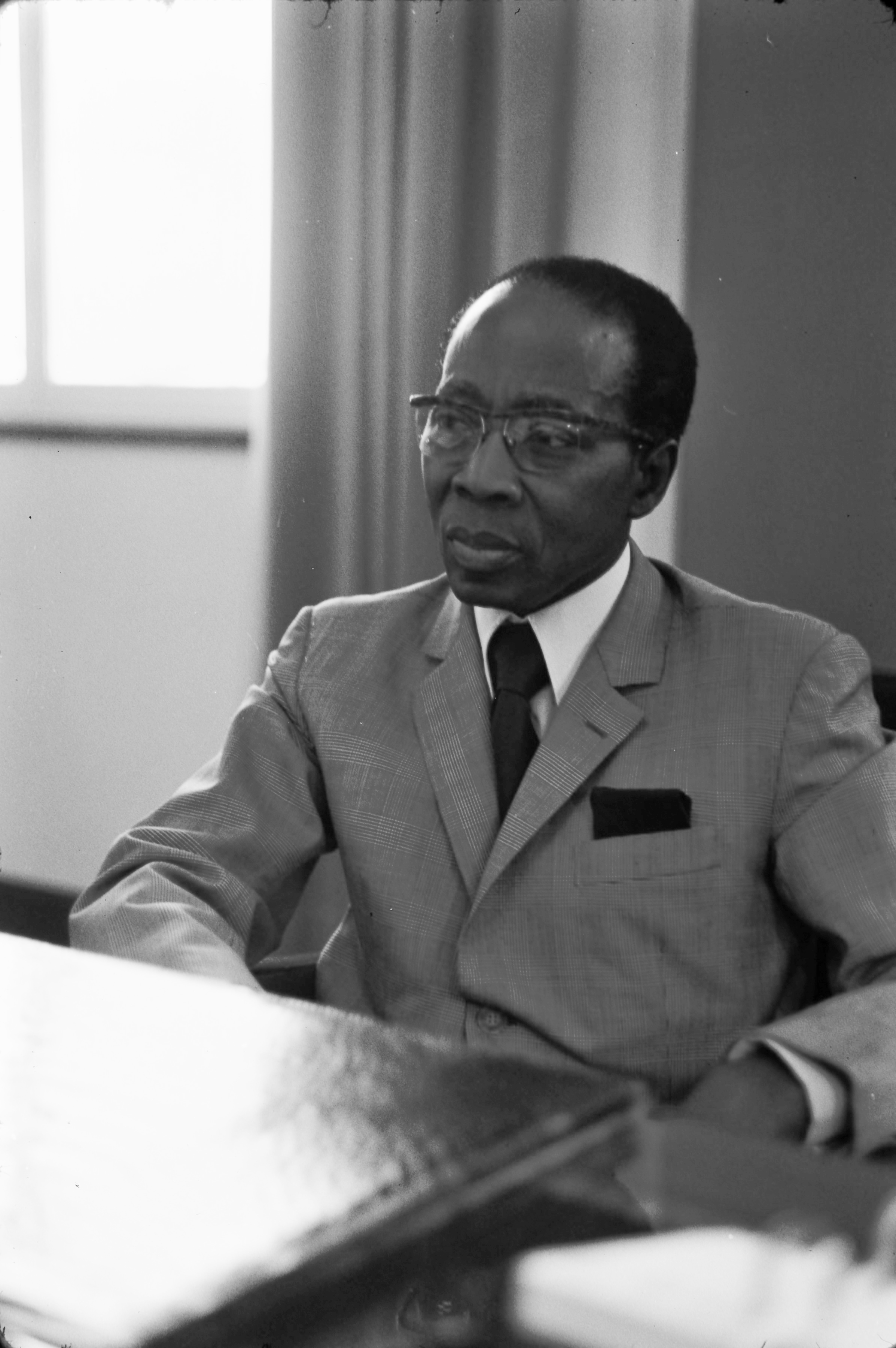
Léopold Sédar Senghor 1960-1980
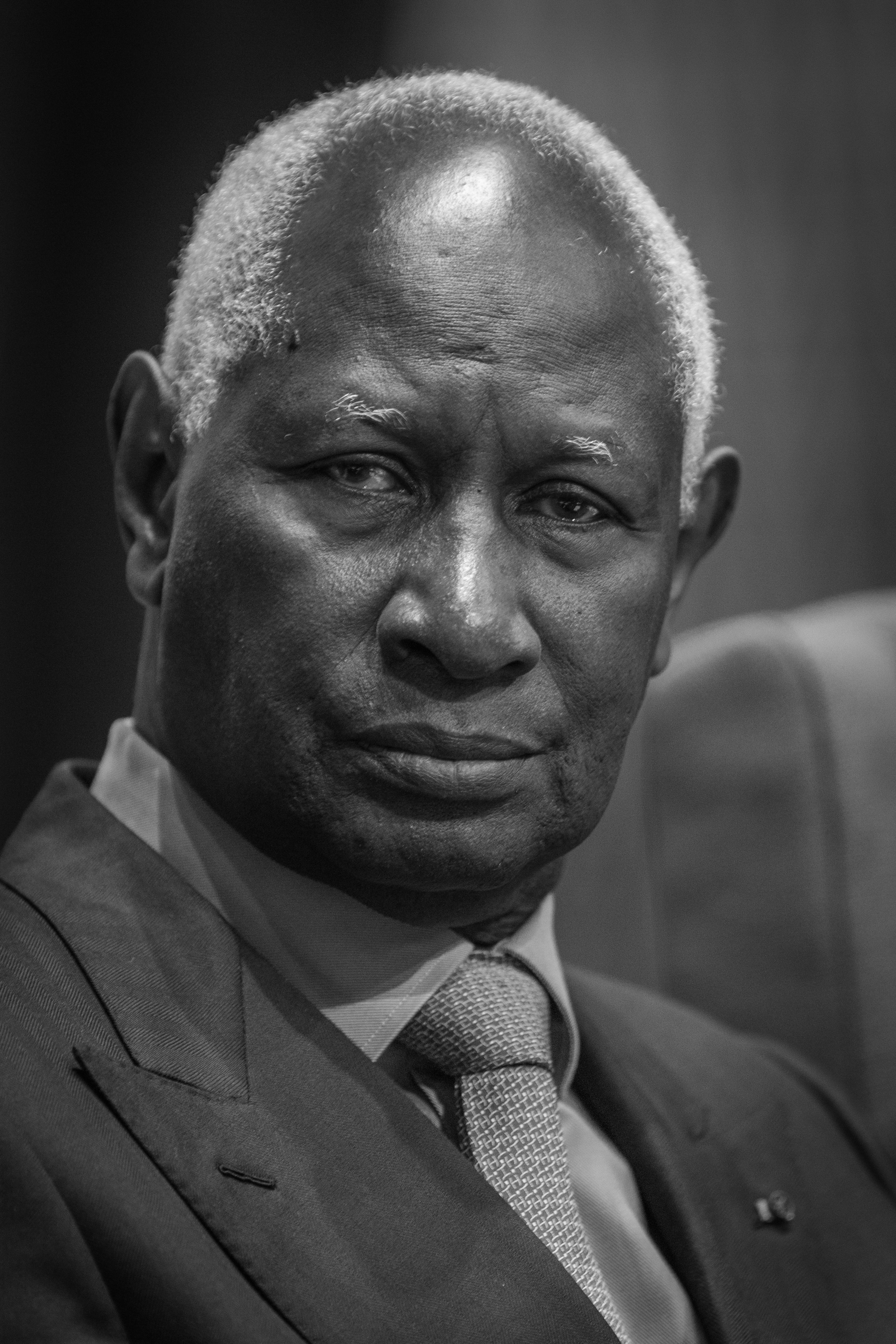
Abdou Diouf 1981-2000
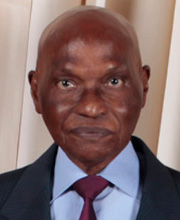
Abdoulaye Wade 2000-2012
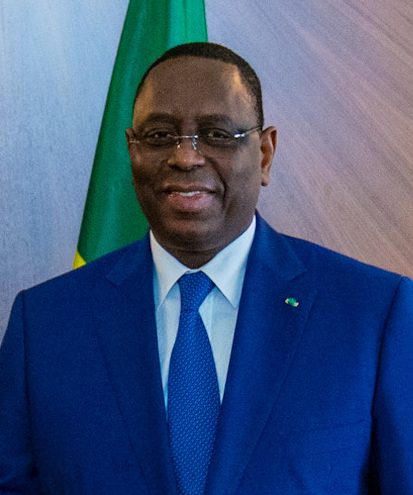
Macky Sall 2012-2024
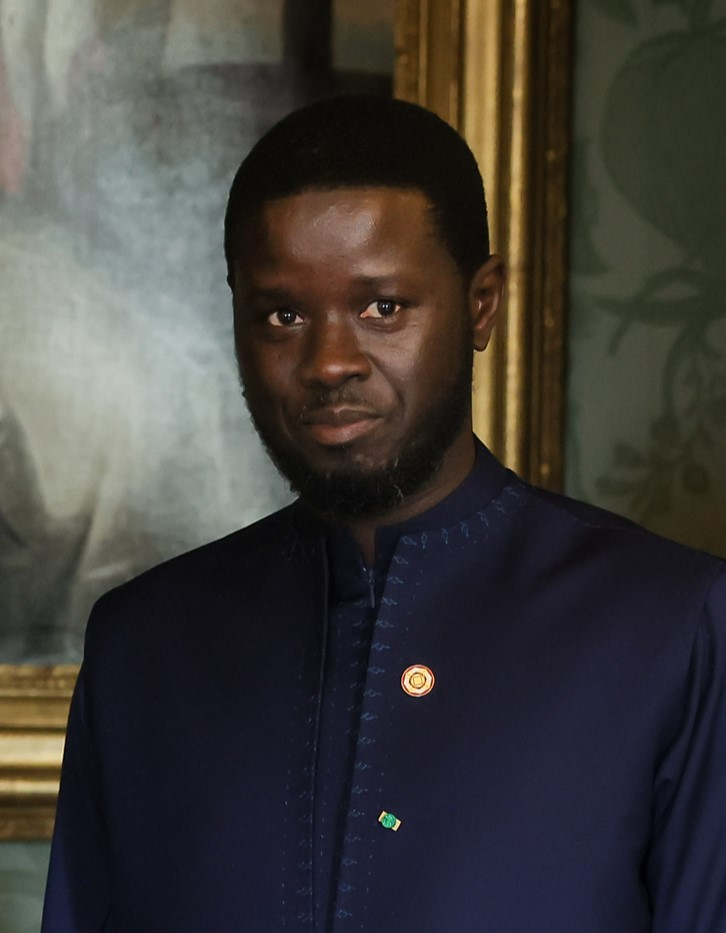
Bassirou Diomaye Faye 2024-présent

Premier ministre du Sénégal :

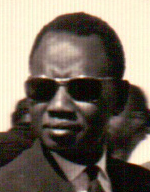
Mamadou Dia 1960-1962
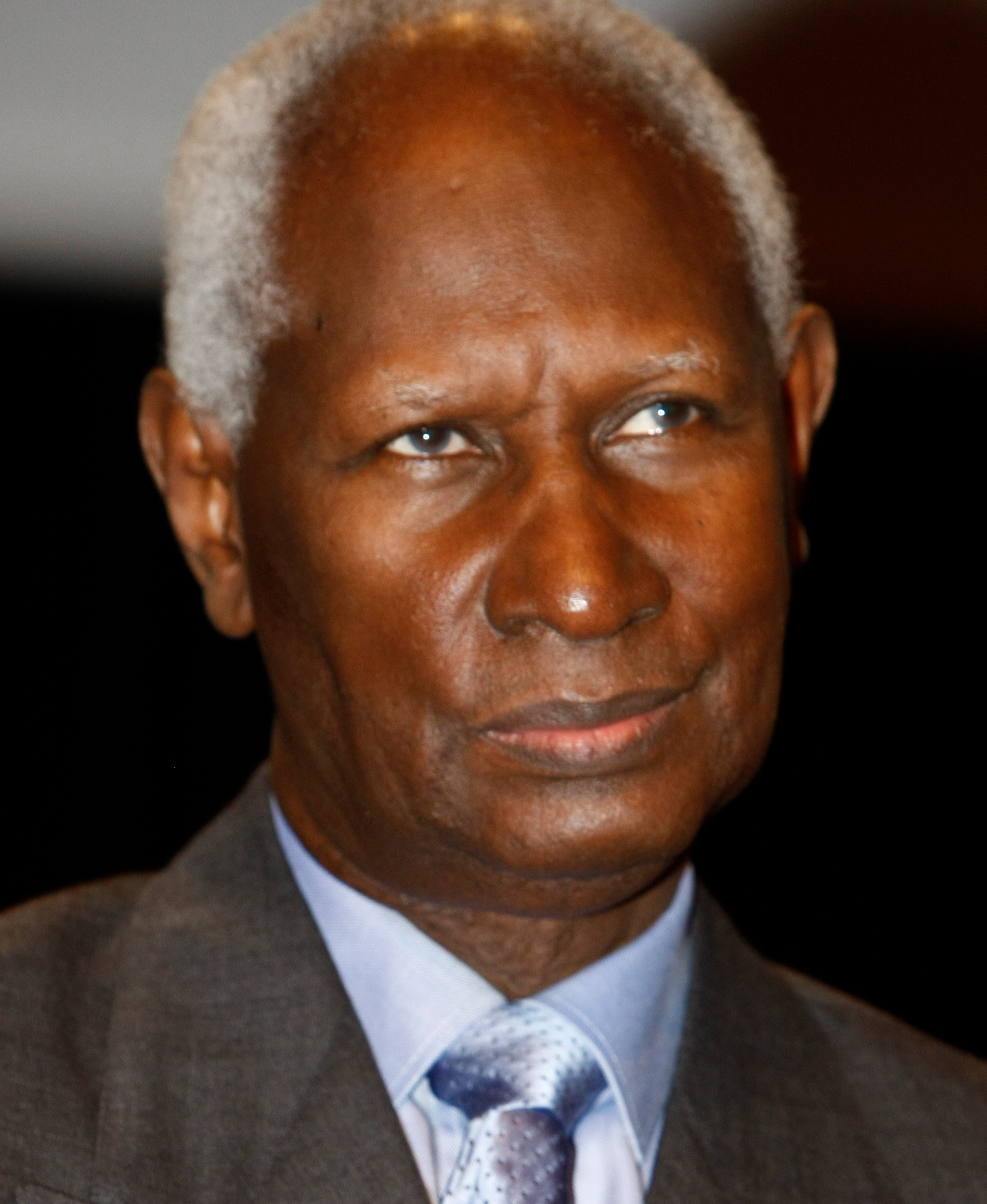
Abdou Diouf 1970-1980
Habib Thiam 1981-1983 1991-1998
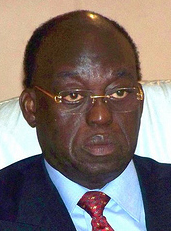
Moustapha Niasse 1983, 2000-2001
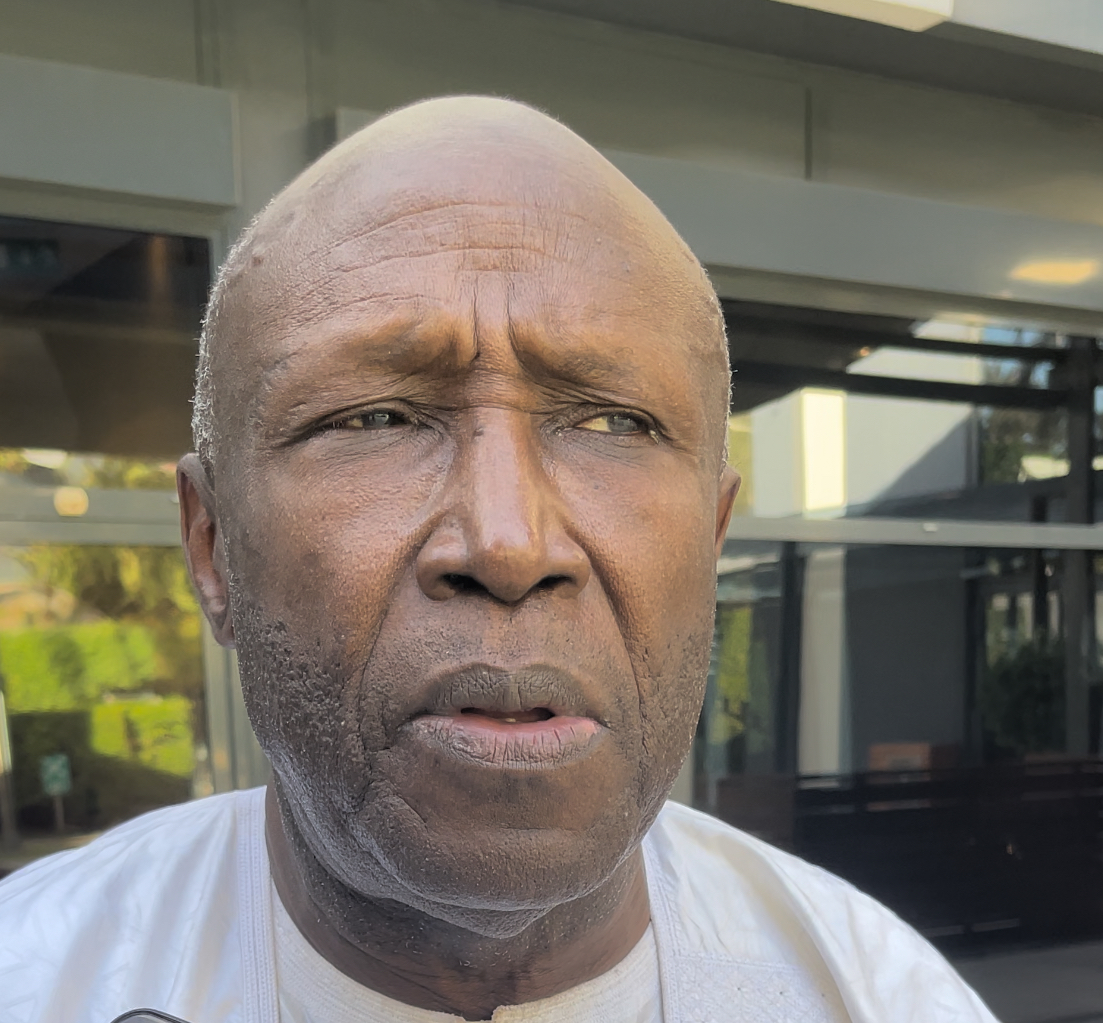
Mamadou Lamine Loum 1998-2000
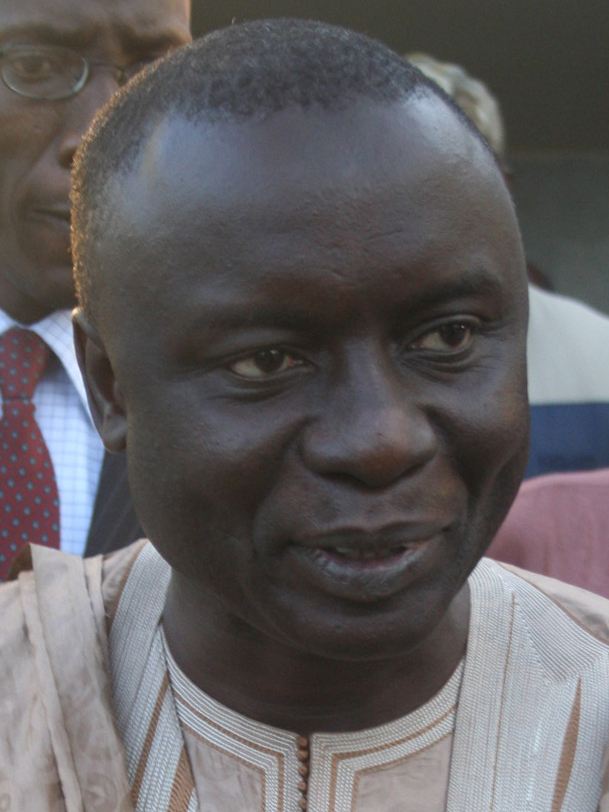
Idrissa Seck 2002-2004
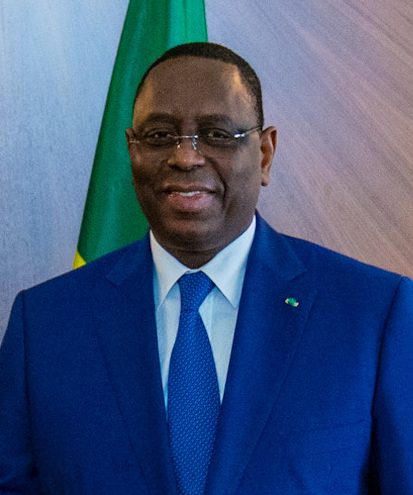
Macky Sall 2004-2007
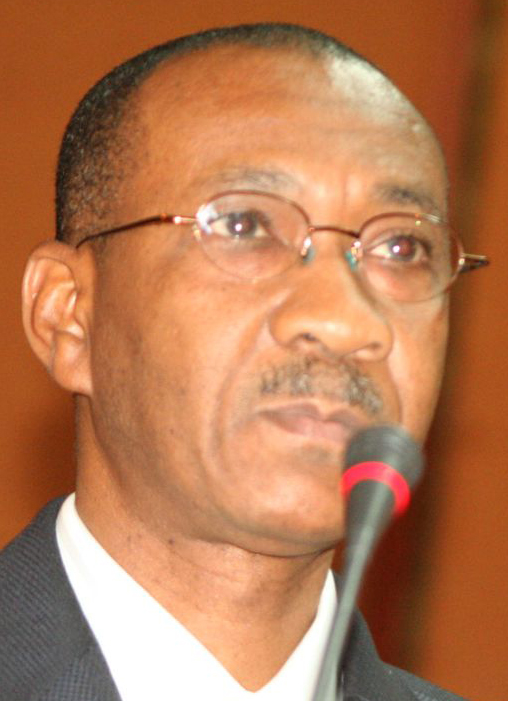
Cheikh Hadjibou Soumaré 2007-2009
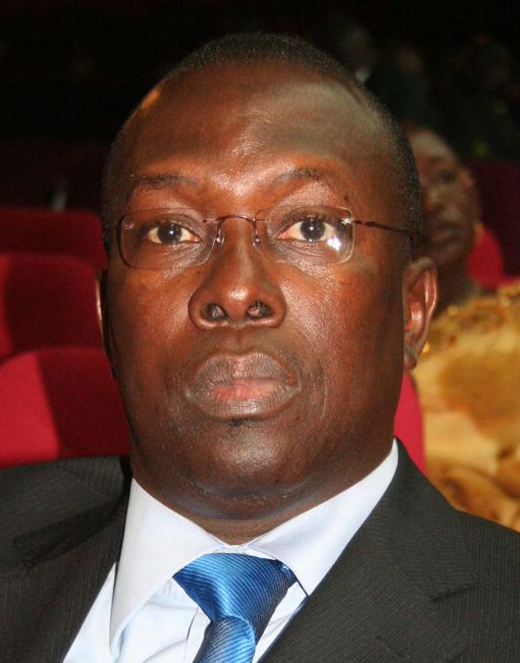
Souleymane Ndéné Ndiaye 2009-2012
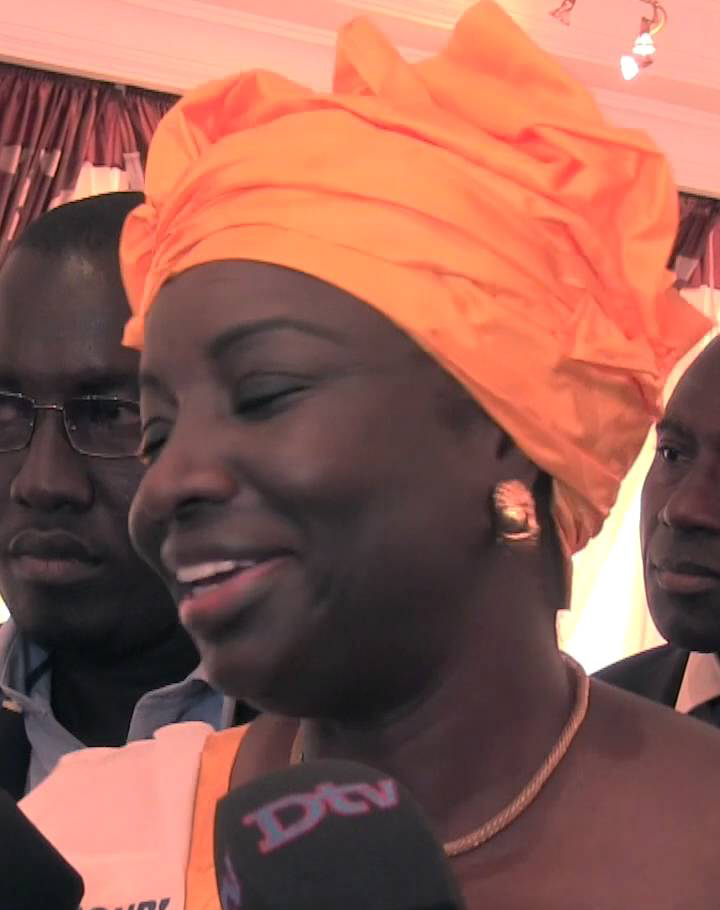
Aminata Touré 2012-2014
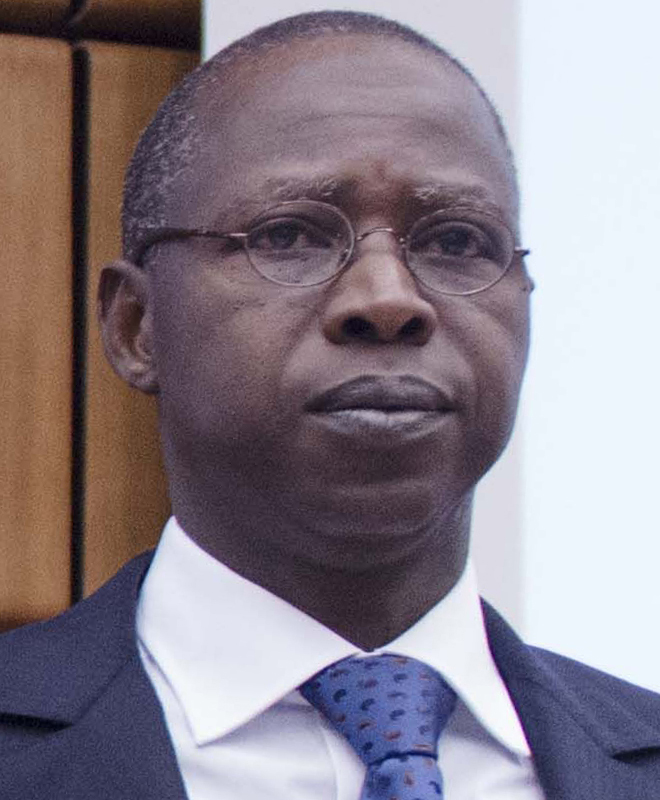
Mahammed Boun Abdallah Dionne 2014-2019
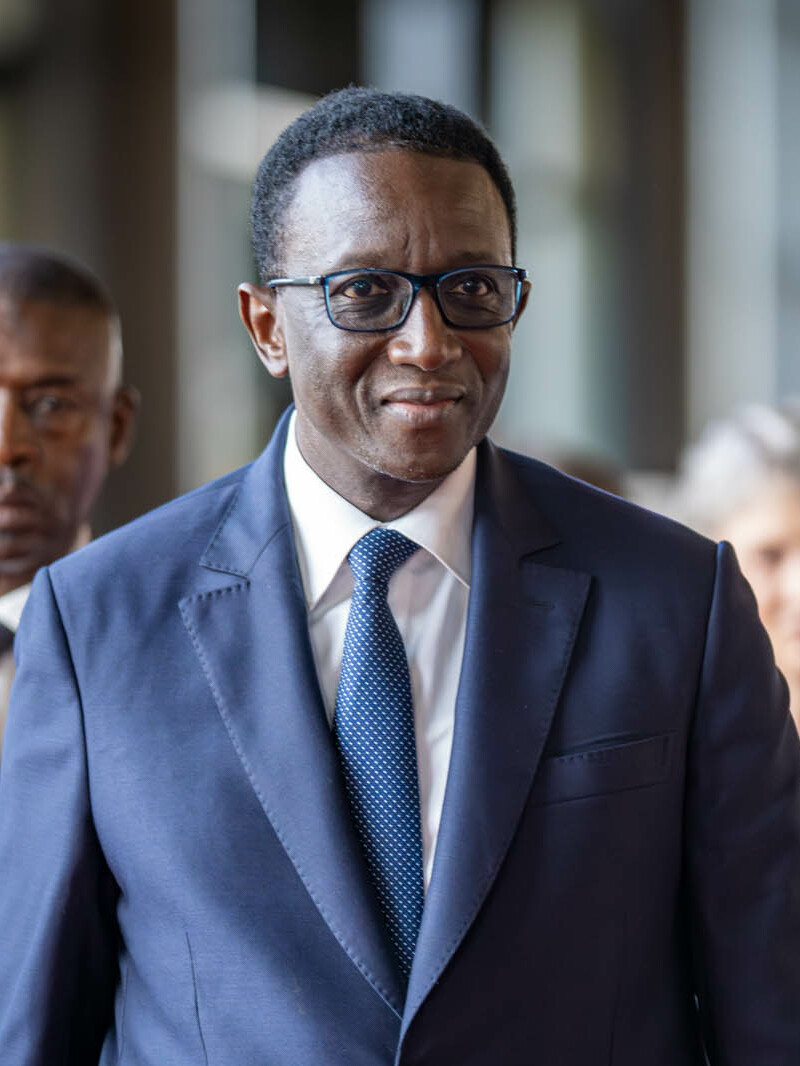
Amadou Ba (1961) 2022-2024
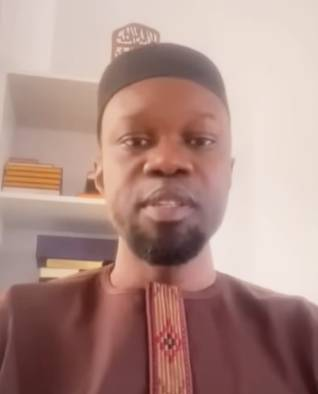
Ousmane Sonko 2024-présent

## Historiographie
Depuis les indépendances, les historiens locaux cherchent à « décoloniser » leur récit national. Entre 1964 et 1999, sous l’égide de l’Unesco, 230 chercheurs africains ont rédigé huit tomes portant sur l’histoire générale de l’Afrique.
Ces dernières années, ce projet connaît un nouveau souffle, notamment porté par des mouvements souverainistes, mais aussi motivé par un besoin plus profond de réappropriation. En 2014, sous l’égide de l’historien et ancien ministre de l’éducation Iba Der Thiam, le Sénégal lance un programme de réécriture de son histoire. L'objectif est de la replacer dans le contexte ouest-africain, et non plus eurocentrée. Par exemple, la nouvelle historiographie du Sénégal cherche à s'affranchir du découpage chronologique de l’histoire de l’Europe – Antiquité, Moyen Âge, période moderne et contemporaine, établissant de nouveaux repères chronologiques. En 2025, 19 volumes ont déjà été publiés, 20 autres sont en préédition.

#### Ouvrages anciens (dont récits de voyage)
- Michel Adanson, Histoire naturelle du Sénégal. Coquillages. Avec la relation abrégée d’un voyage fait en ce pays pendant les années 1749, 50, 51, 52 et 53, Paris, 1757, réédité partiellement sous le titre Voyage au Sénégal, présenté et annoté par Denis Reynaud et Jean Schmidt, Publications de l'université de Saint-Étienne, 1996.
- Stanislas, chevalier de Boufflers, Lettres d’Afrique à Madame de Sabran, préface, notes et dossier de François Bessire, s. l., Babel, 1998, 453 p. (coll. Les Épistolaires)
- Marie Brantôme, Le Galant exil du marquis de Boufflers, 1786
- Jean-Baptiste-Léonard Durand, Voyage au Sénégal 1785-1786, Paris, Agasse, 1802.
- Georges Hardy, La mise en valeur du Sénégal de 1817 à 1854, Paris, Larose, 1921, XXXIV + 376 p. (Thèse de Lettres)
- André Charles, marquis de La Jaille, Voyage au Sénégal pendant les années 1784 et 1785, avec des notes jusqu’à l’an X par P. Labarthe, Paris, Denter, 1802.
- Saugnier, Relation des voyages de Saugnier à la côte d’Afrique, au Maroc, au Sénégal, à Gorée, à Galam, publiée par Laborde, Paris, Lamy, 1799.
- René-Claude Geoffroy de Villeneuve, L’Afrique ou Histoire, mœurs, usages et coutumes des Africains : le Sénégal, orné de 44 planches exécutées la plupart d’après des dessins originaux inédits faits sur les lieux, Paris, Nepveu, 1814.

#### Travaux contemporains
- (en) Ailsa Auchnie, "The commandement indigène" in Senegal. 1919-1947, Londres, SOAS, 1983, 405 p. (thèse)
- (en) Sheldon Gellar, Senegal: an African nation between Islam and the West, Westview Press, Oxford, Boulder (Colo.), 1995 (1re éd. 1982), 170 p.  (ISBN 0813310202)
- (en) H. Oludare Idowu, The Conseil General in Senegal, 1879-1920, Ibadan, University of Ibadan, 1970 (thèse)
- (en) Conley Barrows Leland, Général Faidherbe, the Maurel and Prom Company, and French Expansion in Senegal, University of California, Los Angeles, 1974, XXI-t.1, p. 1-519 ; t.2, p. 520-976, (thèse)
- (en) David Wallace Robinson Jr, Faidherbe, Senegal and Islam, New York, Columbia University, 1965, 104 p. (thèse)
- Rodolphe Alexandre, La Révolte des tirailleurs sénégalais à Cayenne, 24-25 février 1946, 1995, 160 p.  (ISBN 2738433308)
- Jean-Luc Angrand, Céleste ou le temps des signares, Éditions Anne Pépin, 2006
- Boubacar Barry, La Sénégambie du XVe au XIXe siècle. Traite négrière, Islam et conquête coloniale, Paris, L'Harmattan, 1991 (rééd.), 544 p.  (ISBN 285802670X)
- Boubacar Barry, Le Royaume du Waalo : le Sénégal avant la Conquête, Karthala, 2000 (rééd.), 420 p.  (ISBN 2865371417)
- Abdoulaye Bathily, Les Portes de l'or : le royaume de Galam (Sénégal) de l'ère musulmane au temps des négriers (VIIIe – XVIIIe siècles), Paris, L'Harmattan, 1989.
- Claire Bernard, Les Aménagements du bassin fleuve Sénégal pendant la colonisation française (1850-1960), ANRT, 1996,  (ISBN 2284000770)
- Germaine Françoise Bocandé, L’Implantation militaire française dans la région du Cap-Vert : causes, problèmes et conséquences des origines à 1900, Dakar, université de Dakar, 1980, 112 p. (mémoire de maîtrise)
- Jean Boulègue, Le Grand Jolof : XIIIe – XVIe siècles, les Anciens royaumes Wolof, t. 1, Karthala, 1987, 207 p.
- Paul Bouteiller, Le Chevalier de Boufflers et le Sénégal de son temps (1785-1788), Lettres du Monde, Paris, 1995.
- Bruno A. Chavane, Villages de l'ancien Tekrour : recherches archéologiques dans la moyenne vallée du fleuve Sénégal, Karthala-CRA, 2000 (rééd.)
- Sékéné Mody Cissoko, Le Khasso face à l’empire Toucouleur et à la France dans le Haut- Sénégal 1854-1890, Paris, L'Harmattan, 1988, 351 p.  (ISBN 2738401333)
- Catherine Clément, Afrique esclave, Agnès Vienot, 1999, 200 p.  (ISBN 2911606361)
- Cyr Descamps, Contribution à la préhistoire de l’Ouest-sénégalais, Paris, université de Paris, 1972, 345 p. (thèse de 3e cycle publiée en 1979, Dakar, Travaux et Documents Faculté des Lettres : 286 p.
- Falilou Diallo, Histoire du Sénégal : de la conférence de Brazzaville à la fondation du bloc démocratique sénégalais : 1944-1948, Paris, université de Paris-I, 1983, 318 p. (thèse de 3e cycle)
- Papa Momar Diop, Les Administrateurs coloniaux au Sénégal. 1900-1914 (mémoire de maîtrise), Dakar, université de Dakar, 1985, 107 p..
- Momar-Coumba Diop, Le Sénégal contemporain, Paris, Karthala, 2002.
- Mamadou Diouf, Le Kajoor au XIXe siècle, Karthala, 1989
- Mamadou Diouf, Le Sénégal sous Abdou Diouf, Karthala, 1990
- Mamadou Diouf, Une histoire du Sénégal : le modèle islamo-wolof et ses périphéries, Paris, Maisonneuve & Larose, 2001, 250 p.  (ISBN 2706815035)
- Babacar Fall, Le Travail forcé en Afrique occidentale française (1900-1946), Karthala, 2000, 336 p. (ISBN 286537372X).
- Denys Ferrando-Durfort, Lat Dior le résistant, Paris : Chiron, 1989. - 45 p.  (ISBN 2702704034)
- Jean Girard, L'Or du Bambouk : du royaume de Gabou à la Casamance une dynamique de civilisation ouest-africaine, Genève, Georg, 1992, 347 p.
- Bernard Grosbellet, Le "Moniteur du Sénégal et dépendances" comme sources de l’histoire du Sénégal pendant le premier gouvernement de Faidherbe (1856- 1861), Dakar, Université de Dakar, 1967, 113 p. (diplôme d’études supérieures)
- Gerti Hesseling (trad. Catherine Miginiac), Histoire politique du Sénégal : institutions, droit et société, Karthala, 2000, 437 p. (ISBN 2865371182).
- Abdoulaye Ly, La Compagnie du Sénégal, Karthala, 2000, 448 p.  (ISBN 2865374068)
- Mahamadou Maiga, Le Bassin du fleuve Sénégal - De la traite négrière au développement, Paris, L’Harmattan, 1995, 330 p.  (ISBN 2738430937)
- Laurence Marfaing, Évolution du commerce au Sénégal : 1820-1930, Paris, L’Harmattan, 1991, 320 p.  (ISBN 2738411959)
- Saliou Mbaye, Le Conseil privé du Sénégal de 1819 à 1854, Paris, université de Paris, 1974, 431 p. (thèse de l’École des Chartes)
- Djibril Tamsir Niane, Soundjata ou l'épopée Mandingue, Présence africaine, 2000 (rééd.) 160 p.  (ISBN 2708700782)
- Jean-Pierre Phan, Le Front populaire au Sénégal (1936-1938), Paris, université de Paris-I, 1974, 176 p. (mémoire de maîtrise)
- Christian Roche, Histoire de la Casamance : conquête et résistance 1850-1920, Karthala, 2000, 408 p.  (ISBN 2865371255)
- Christian Roche, Le Sénégal à la conquête de son indépendance, 1939-1960. Chronique de la vie politique et syndicale, de l’Empire français à l’Indépendance, Paris, Karthala, 2001, 286 p.
- Yaya SY, « Les légitimations de l’esclavage et de la colonisation des Nègres », L’Harmattan, Paris, 2009.
- Yaya SY, l’esclavage chez les Soninké : du village à Paris, in Journal des Africanistes : L’ombre portée de l’esclavage (Avatars contemporains de l’oppression sociale), pp 43-69, Tome 70, Fasc. 1-2, année 2000.
- Yaya SY, Mémoires d’ancêtres (récit traditionnel et historiographie moderne en Afrique), L’Harmattan, Paris, 2012.
- Yaya SY, Mouhamadou Lamine Darame (Entre Jihad et résistance anticoloniale), Paris , L’Harmattan 2013.
- Yaya SY, Le Roi et le Marabout (défaite ou résurgence des idolâtries ?), Théâtre, Paris, L’Harmattan 2015.
- Yves-Jean Saint-Martin, Une source de l’histoire coloniale du Sénégal. Les rapports de situation politique (1874-1891), Dakar, université de Dakar, 1964, 147 p. (diplôme d’études supérieures)
- Yves-Jean Saint-Martin, La Formation territoriale de la colonie du Sénégal sous le Second Empire 1850-1871, Nantes, université de Nantes, 1980, 2 vol. 1096 p. (thèse d’État)
- Yves-Jean Saint-Martin, Le Sénégal sous le Second Empire, Karthala, 2000, 680 p.  (ISBN 2865372014)
- Tamsir Ousmane Sall, Les Cahiers de Yoro Jaw comme sources de l’histoire du Sénégal, université de Paris-I, Paris, 1979 (mémoire de maîtrise)
- H. Y. Sanchez-Calzadilla, À l’origine de l’expansion française, la commission des comptoirs du Sénégal, Paris, université de Paris-I, 1973 (mémoire de maîtrise)
- Alain Sinou, Comptoirs et villes coloniales du Sénégal : Saint-Louis, Gorée, Dakar, Karthala, 1999, 344 p.  (ISBN 2865373932)
- Tidiane N'Diaye, "Mémoire d'Errance" La résistance : Lat - Dior, Alboury N'Diaye, Elhadji Omar, Cheikh Ahmadou Bamba, Éditions A3,245 P, Paris, 1998.206 P.  (ISBN 2-84436-000-9)
- Tidiane N'Diaye, "L'Eclipse des Dieux" Chap : Castes et servage au Sénégal, Éditions Du Rocher, Paris, 2006, 317 p.
- Charles Uyisenga, La participation de la colonie du Sénégal à l’effort de guerre 1914-1918, Dakar, université de Dakar, 1978, 216 p. (mémoire de maîtrise)
- Nicole Vaget Grangeat, Le Chevalier de Boufflers et son temps, étude d'un échec, Paris, Nizet, 1976
- Baïla Wane, Le Conseil colonial du Sénégal, 1920-1946, Paris, université de Paris-VII, 1978, 20 p. (diplôme d’études approfondies).

### Filmographie
- La Page d'Histoire, série documentaire de Cheikh Tidiane Ndiaye, Mmn Pictures, 2009-[98]

#### autres
- Histoire de la Gambie, de la Mauritanie, du Mali, de la Guinée, de la Guinée-Bissau
- Néocolonialisme, Françafrique, Russafrique, Chinafrique, Relations sino-africaines